# 1937
| [ Edytuj tabelę ]                                                | |
| Prezydent Polski                                                 | - 1926 Ignacy Mościcki 1939 |
| Premier Polski                                                   | - 1936 Felicjan Sławoj Składkowski 1939                                                                                           |
| Król Afganistanu                                                 | - 1933 Mohammad Zaher Szah 1973                                                                                                   |
| Premier Afganistanu                                              | - 1929 Mohammad Haszim Chan 1946                                                                                                  |
| Król Albanii                                                     | - 1928 Ahmed Zogu 1939 |
| Premier Albanii                                                  | - 1936 Kosta Kotta 1939 |
| Współksiążęta Andory                                             | - 1920 Justí Guitart i Vilardebó 1940 - 1932 Albert Lebrun 1940                                                                   |
| Król Arabii Saudyjskiej                                          | - 1932 Abd al-Aziz ibn Su’ud 1953                                                                                                 |
| Prezydent Argentyny                                              | - 1932 gen. Agustín Pedro Justo 1938                                                                                              |
| Premier Australii                                                | - 1932 Joseph Lyons 1939 |
| Prezydent Austrii                                                | - 1928 Wilhelm Miklas 1938 |
| Kanclerz Austrii                                                 | - 1934 Kurt Schuschnigg 1938 |
| Król Belgów                                                      | - 1934 Leopold III 1951 |
| Premier Belgii                                                   | - 1935 Paul van Zeeland 1937 - 1937 Paul-Emile Janson 1938                                                                        |
| Król Bhutanu                                                     | - 1926 Jigme Wangchuck 1952 |
| Prezydent Boliwii                                                | - 1936 José David Toro 1937 - 1937 Germán Busch 1939                                                                              |
| Prezydent Brazylii                                               | - 1930 Getúlio Vargas 1945 |
| Sułtan Brunei                                                    | - 1924 Ahmad Tajuddin 1950 |
| Car Bułgarii                                                     | - 1918 Borys III 1943 |
| Premier Bułgarii                                                 | - 1935 Georgi Kjoseiwanow 1940 |
| Prezydent Chile                                                  | - 1932 Arturo Alessandri Palma 1938                                                                                               |
| Prezydent Chin                                                   | - 1931 Lin Sen 1943 |
| Prezydent Czechosłowacji                                         | - 1935 Edvard Beneš 1938 |
| Premier Czechosłowacji                                           | - 1935 Milan Hodža 1938 |
| Król Danii                                                       | - 1912 Chrystian X 1947 |
| Premier Danii                                                    | - 1929 Thorvald Stauning 1942 |
| Prezydent Dominikany                                             | - 1930 Rafael Trujillo 1938 |
| Władca Egiptu                                                    | - 1936 Faruk I 1952 |
| Premier Egiptu                                                   | - 1936 Mustafa an-Nahhas 1937 - 1937 Muhammad Mahmud 1939                                                                         |
| Prezydent Ekwadoru                                               | - 1935 Federico Páez 1937 - 1937 Gil Alberto Enríquez 1938                                                                        |
| Prezydent Estonii                                                | - 1937 Konstantin Päts 1940 |
| Premier Estonii                                                  | - 1933 Konstantin Päts 1938 |
| Premier Etiopii                                                  | - 1936 Wolde Tzaddick 1942 |
| Prezydent Filipin                                                | - 1935 Manuel Quezon 1944 |
| Prezydent Finlandii                                              | - 1931 Pehr Evind Svinhufvud 1937 - 1937 Kyösti Kallio 1940                                                                       |
| Premier Finlandii                                                | - 1936 Kyösti Kallio 1937 - 1937 Rudolf Holsti (p.o.) 1937 - 1937 Aimo Cajander 1939                                              |
| Prezydent Francji                                                | - 1932 Albert Lebrun 1940 |
| Premier Francji                                                  | - 1936 Léon Blum 1937 - 1937 Camille Chautemps 1938                                                                               |
| Prezydent Senatu Wolnego Miasta Gdańska                          | - 1934 Arthur Greiser 1939 |
| Król Grecji                                                      | - 1935 Jerzy II 1947 |
| Premier Grecji                                                   | - 1936 Joanis Metaksas 1941 |
| Prezydent Gwatemali                                              | - 1931 Jorge Ubico 1944 |
| Prezydent Haiti                                                  | - 1930 Sténio Vincent 1941 |
| Prezydent Hiszpanii                                              | - 1936 Manuel Azaña 1939 |
| Premier Hiszpanii                                                | - 1936 Francisco Largo Caballero 1937 - 1937 Juan Negrín 1939                                                                     |
| Król Holandii                                                    | - 1890 Wilhelmina 1948 |
| Premier Holandii                                                 | - 1933 Hendrikus Colijn 1939 |
| Prezydent Hondurasu                                              | - 1933 Tiburcio Carías Andino 1949                                                                                                |
| Szach Iranu                                                      | - 1925 Reza Szah Pahlawi 1941 |
| Premier Iranu                                                    | - 1935 Mahmud Dżam 1939 |
| Władca Indii                                                     | - 1936 Jerzy VI 1950 |
| Król Irlandii                                                    | - 1936 Jerzy VI Windsor 1949 |
| Prezydent Irlandii                                               | - 1937 komisja prezydencka 1938                                                                                                   |
| Premier Irlandii                                                 | - 1932 Éamon de Valera 1948 |
| Cesarz Japonii                                                   | - 1926 Hirohito 1989 |
| Premier Japonii                                                  | - 1936 Kōki Hirota 1937 - 1937 Fumimaro Konoe 1939 - 1937 Senjūrō Hayashi 1937                                                    |
| Król Jugosławii                                                  | - 1934 Piotr II 1945 |
| Premier Jugosławii                                               | - 1935 Milan Stojadinović 1939 |
| Premier Kanady                                                   | - 1935 William Lyon Mackenzie King 1948                                                                                           |
| Emir Kataru                                                      | - 1913 Abd Allah ibn Kasim Al Sani 1949                                                                                           |
| Prezydent Kolumbii                                               | - 1934 Alfonso López Pumarejo 1938                                                                                                |
| Patriarcha Konstantynopola                                       | - 1936 Beniamin 1946 |
| Gubernator Korei (okupacja japońska)                             | - 1936 Jirō Minami 1942 |
| Prezydent Kostaryki                                              | - 1936 León Cortés Castro 1940 |
| Prezydent Kuby                                                   | - 1936 Federico Laredo Brú 1940                                                                                                   |
| Prezydent Liberii                                                | - 1930 Edwin Barclay 1944 |
| Książę Liechtensteinu                                            | - 1929 Franciszek I 1938 |
| Premier Liechtensteinu                                           | - 1928 Josef Hoop 1945 |
| Prezydent Litwy                                                  | - 1926 Antanas Smetona 1940 |
| Premier Litwy                                                    | - 1929 Juozas Tūbelis 1938 |
| Wielki książę Luksemburga                                        | - 1919 Szarlotta 1964 |
| Premier Luksemburga                                              | - 1926 Joseph Bech 1937 - 1937 Pierre Dupong 1953                                                                                 |
| Prezydent Łotwy                                                  | - 1936 Kārlis Ulmanis 1940 |
| Premier Łotwy                                                    | - 1934 Kārlis Ulmanis 1940 |
| Cesarz Mandżukuo                                                 | - 1934 Pu Yi 1945 |
| Sułtan Maroka                                                    | - 1927 Muhammad V 1953 |
| Prezydent Meksyku                                                | - 1934 Lázaro Cárdenas del Río 1940                                                                                               |
| Książę Monako                                                    | - 1922 Ludwik II 1949 |
| Minister stanu Monako                                            | - 1932 Maurice Bouilloux-Lafont 1937 - 1937 Henry Mauran (p.o.) 1937 - 1937 Émile Roblot 1944                                     |
| Przewodniczący Prezydium Małego Churału Państwowego Mongolii     | - 1936 Dansrabilegijn Dogsom 1939                                                                                                 |
| Premier Mongolii                                                 | - 1936 Anandyn Amar 1939 |
| Król Nepalu                                                      | - 1911 Tribhuvan 1950 |
| Premier Nepalu                                                   | - 1932 Juddha Shumsher Jang Bahadur Rana 1945                                                                                     |
| Prezydent Niemiec                                                | - 1934 Adolf Hitler (führer) 1945                                                                                                 |
| Kanclerz Niemiec                                                 | - 1933 Adolf Hitler 1945 |
| Prezydent Nikaragui                                              | - 1936 Carlos Alberto Brenes 1937 - 1937 Anastasio Somoza García 1947                                                             |
| Król Norwegii                                                    | - 1905 Haakon VII 1957 |
| Premier Norwegii                                                 | - 1935 Johan Nygaardsvold 1945 |
| Premier Nowej Zelandii                                           | - 1935 Michael Savage 1940 |
| Sułtan Omanu                                                     | - 1932 Sa’id ibn Tajmur 1970 |
| Prezydent Panamy                                                 | - 1936 Juan Demóstenes Arosemena 1939                                                                                             |
| Papież                                                           | - 1922 Pius XI 1939 |
| Prezydent Paragwaju                                              | - 1936 płk. Rafael Franco 1937 - 1937 Félix Paiva 1939                                                                            |
| Prezydent Peru                                                   | - 1933 Oscar R. Benavides 1939 |
| Premier Południowej Afryki                                       | - 1924 Barry Hertzog 1939 |
| Prezydent Portugalii                                             | - 1926 António Óscar de Fragoso Carmona 1951                                                                                      |
| Premier Portugalii                                               | - 1932 António de Oliveira Salazar 1968                                                                                           |
| Król Rumunii                                                     | - 1930 Karol II 1940 |
| Premier Rumunii                                                  | - 1934 Gheorghe Tătărescu 1937 - 1937 Octavian Goga 1938                                                                          |
| Prezydent Salwadoru                                              | - 1931 Maximiliano Hernández Martínez 1944                                                                                        |
| Kapitanowie regenci San Marino                                   | - 1936 Francesco Morri Gino Ceccoli 1937 - 1937 Giuliano Gozi Settimio Belluzzi 1937 - 1937 Marino Rossi Giovanni Lonfernini 1938 |
| Sekretarz Stanu do spraw Politycznych i Zagranicznych San Marino | - 1918 Giuliano Gozi 1943 |
| Prezydent Syrii                                                  | - 1936 Haszim al-Atasi 1939 |
| Premier Syrii                                                    | - 1936 Dżamil Mardam 1939 |
| Prezydent Szwajcarii                                             | - 1937 Giuseppe Motta 1937 |
| Król Szwecji                                                     | - 1907 Gustaw V 1950 |
| Premier Szwecji                                                  | - 1936 Per Albin Hansson 1946 |
| Król Tajlandii                                                   | - 1935 Ananda Mahidol 1946 |
| Premier Tajlandii                                                | - 1933 Phya Phaholphonphayuhasena 1938                                                                                            |
| Król Tonga                                                       | - 1918 Salote Tupou III 1965 |
| Premier Tonga                                                    | - 1923 Viliami Tungī Mailefihi 1941                                                                                               |
| Prezydent Turcji                                                 | - 1923 Mustafa Kemal 1938 |
| Premier Turcji                                                   | - 1925 İsmet İnönü 1937 - 1937 Celâl Bayar 1939                                                                                   |
| Prezydent Urugwaju                                               | - 1931 Gabriel Terra 1938 |
| Prezydent USA                                                    | - 1933 Franklin Delano Roosevelt 1945                                                                                             |
| Prezydent Wenezueli                                              | - 1935 Eleazar López Contreras 1941                                                                                               |
| Regent Królestwa Węgier                                          | - 1920 Miklós Horthy 1944 |
| Premier Węgier                                                   | - 1936 Kálmán Darányi 1938 |
| Monarcha Wielkiej Brytanii                                       | - 1936 Jerzy VI 1952 |
| Premier Wielkiej Brytanii                                        | - 1935 Stanley Baldwin 1937 - 1937 Neville Chamberlain 1940                                                                       |
| Cesarz Wietnamu                                                  | - 1926 Bảo Đại 1945 |
| Król Włoch                                                       | - 1900 Wiktor Emanuel III 1946 |
| Premier Włoch                                                    | - 1922 Benito Mussolini 1943 |
| Przywódca ZSRR                                                   | - 1924 Józef Stalin 1953 |
| Premier ZSRR                                                     | - 1930 Wiaczesław Mołotow 1941 |

Rok 1937 / MCMXXXVII
stulecia: XIX wiek ~
XX wiek ~
XXI wiek

dziesięciolecia:
1900–1909 •
1910–1919 •
1920–1929 •
1930–1939
• 1940–1949
• 1950–1959
• 1960–1969

lata: 1927 «
1932 «
1933 «
1934 «
1935 «
1936 «
1937
» 1938
» 1939
» 1940
» 1941
» 1942
» 1947

## Rok 1937 ogłoszono
- Rokiem Świętym Jakubowym

## Wydarzenia w Polsce
- 10 stycznia – w obecności wiceministra komunikacji otwarto nowo wybudowane drogi o trwałej nawierzchni: Kraków – Wieliczka (12 km) oraz Kraków – Katowice (64 km).
- 17 stycznia – Stronnictwo Ludowe podjęło decyzję o strajku chłopskim.
- 21 stycznia – premiera filmu Pani minister tańczy.
- 28 stycznia – antysemickie ekscesy na Uniwersytecie Warszawskim i Politechnice Warszawskiej.
- 31 stycznia–2 lutego – w Radomiu odbył się XXIV Kongres PPS
- 5 lutego – rząd polski podjął decyzję o utworzeniu Centralnego Okręgu Przemysłowego (COP).
- 8 lutego – lwowskie starostwo grodzkie zarządziło rozwiązanie oddziału Ligi Obrony Praw Człowieka i Obywatela w tym mieście.
- 14 lutego – rozegrano pierwsze zawody na skoczni narciarskiej Skalite w Szczyrku.
- 21 lutego:
  - powstał Obóz Zjednoczenia Narodowego.
  - rozpoczął się III Międzynarodowy Konkurs Pianistyczny im. Fryderyka Chopina (zwyciężył radziecki pianista Jakow Zak).
- 1 marca – uruchomiono rozgłośnię radiową Warszawa II.
- 12 marca:
  - Minister Spraw Wojskowych wydał rozkaz o utworzeniu oddziałów Obrony Narodowej.
  - Jakow Zak z ZSRR został zwycięzcą III Międzynarodowego Konkursu Pianistycznego im. Fryderyka Chopina.
- 20 marca:
  - rozpoczęto budowę miasta i huty Stalowa Wola.
  - premiera filmu Ordynat Michorowski.
- 31 marca – minister spraw wewnętrznych rozwiązał zdominowaną przez lewicę Radę Miejską Łodzi.
- 2 kwietnia – prezydent RP Ignacy Mościcki nadał pośmiertnie Karolowi Szymanowskiemu Wielką Wstęgę Orderu Odrodzenia Polski.
- 7 kwietnia – w Krypcie Zasłużonych na Skałce w Krakowie został pochowany Karol Szymanowski.
- 9 kwietnia – strajk generalny w Łodzi przeciwko rozwiązaniu przez rząd Rady Miejskiej zdominowanej przez lewicę.
- 18 kwietnia – policja zabiła 3 osoby i kilkanaście raniła podczas uroczystości historycznej w Racławicach.
- 20 kwietnia – premiera filmu Dorożkarz nr 13.
- 23 kwietnia – Sejm ustanowił dzień 11 listopada Świętem Niepodległości.
- 13 maja – po zabójstwie polskiego policjanta dokonanym przez Żyda doszło do pogromu w Brześciu nad Bugiem.
- 23 maja – z połączenia Gminy Polskiej i Związku Polaków powstała Gmina Polska Związek Polaków w Wolnym Mieście Gdańsku.
- 26 maja – rozwiązanie przez rząd Ligi Obrony Praw Człowieka i Obywatela.
- 1 czerwca – ustanowiono Herb Krakowa.
- 2 czerwca – Anthony Joseph Drexel Biddle został ambasadorem USA w Polsce.
- 20 czerwca – biskup Adam Sapieha podtrzymał swoją wcześniejszą decyzję o przeniesieniu trumny marszałka Piłsudskiego do krypty pod Wieżą Srebrnych Dzwonów. Tym razem o wstrzymanie akcji poprosił sam prezydent Mościcki.
- 22 czerwca:
  - powołanie Związku Młodej Polski, organizacji młodzieżowej Obozu Zjednoczenia Narodowego.
  - rozpoczął się tzw. konflikt wawelski, wywołany decyzją arcybiskupa krakowskiego Adama Stefana Sapiehy o przeniesieniu, wbrew woli władz państwowych, trumny ze zwłokami Marszałka Józefa Piłsudskiego z krypty św. Leonarda do krypty pod Wieżą Srebrnych Dzwonów.
- 9 lipca – zakończono usypywanie Kopca Piłsudskiego w Krakowie.
- 14 lipca – koniec konfliktu wawelskiego o trumnę marszałka Piłsudskiego, którą 22 czerwca na polecenie biskupa Adama Sapiehy przeniesiono z krypty św. Leonarda do przygotowanej osobnej krypty pod Wieżą Srebrnych Dzwonów.
- 1 sierpnia:
  - Stanisława Walasiewicz ustanowiła rekord Polski w biegu na 100 m wynikiem 11,6 s. (rekord ten przetrwał 25 lat, poprawiono go dopiero w 1962).
  - uruchomiono pierwszą regularną linię autobusową w Sosnowcu.
- 15 sierpnia – Stronnictwo Ludowe proklamowało strajk chłopski.
- 19 sierpnia:
  - na Giewoncie od uderzenia pioruna zginęły 4 osoby, a 13 zostało porażonych.
  - policja otworzyła ogień do chłopów blokujących drogę w Harcie na Podkarpaciu, zabijając dwóch z nich.
- 21 sierpnia – Wacław Gąssowski ustanowił rekord Polski w biegu na 400 m wynikiem 48,3 s. (rekord ten przetrwał 17 lat, poprawiono go dopiero w 1954).
- 25 sierpnia – został zdławiony strajk chłopski. Tego dnia w Majdanie Sieniawskim na Podkarpaciu w starciach z policją zginęło 15 chłopów.
- 4 września – rektorzy szkół wyższych wprowadzili rozdział miejsc dla studentów Polaków i Żydów, tzw. getta ławkowe.
- 11 września – Kierownictwo Marynarki Wojennej wprowadziło jako obowiązujący termin okręt podwodny zamiast wcześniejszego łódź podwodna (zarządzenie KMW nr 722/Org. z 11 IX 1937 r.).
- 16 września – premiera filmu Znachor.
- 25 września – pierwszy raz odegrano Hejnał Płocka.
- 2 października – powstał Związek Lewicy Patriotycznej.
- 3 października – powstało Zjednoczenie Polskich Związków Zawodowych.
- 5 października – porozumienie polsko-niemieckie o tranzycie przez Pomorze.
- 10 października – powstało Stronnictwo Pracy (z połączenia Narodowej Partii Robotniczej i Stronnictwa Chrześcijańskiej Demokracji), prezesem został Wojciech Korfanty.
- 16 października – powstał Klub Demokratyczny przekształcony w 1938 w Stronnictwo Demokratyczne.
- 19 października – uchwałą Walnego Zjazdu Związku Lekarzy Państwa Polskiego wprowadzono tzw. paragraf aryjski.
- 26 października – premiera filmu Dziewczęta z Nowolipek.
- 27 października:
  - protest Rady Wydziału Humanistycznego Uniwersytetu Warszawskiego przeciw bojówkarskim atakom prawicowych studentów.
  - wprowadzono nowy wzór tablic rejestracyjnych.
- Październik – wprowadzenie getta ławkowego na niektórych polskich uczelniach wyższych.
- 11 listopada – pierwsze obchody Święta Niepodległości jako ustawowego święta państwowego.
- 25 listopada – podniesienie bandery na ORP „Błyskawica”.
- 27 listopada – Rada Ministrów wydała rozporządzenie o reaktywacji Legii Akademickiej.
- 8 grudnia – w Krynicy-Zdroju została uruchomiona pierwsza w kraju kolej linowo-terenowa „Góra Parkowa”.
- 15 grudnia:
  - uruchomiono elektryczną linię kolejową Warszawa – Mińsk Mazowiecki.
  - powstał klub sportowy Calisia Kalisz.
- 22 grudnia – rozwiązanie Socjalistycznej Partii Pracy.

## Wydarzenia na świecie
- 1 stycznia – Anastasio Somoza García został dyktatorem Nikaragui.
- 2 stycznia – Włochy i Wielka Brytania zawarły porozumienie o wzajemnym poszanowaniu praw i interesów w rejonie Morza Śródziemnego.
- 3 stycznia – w Leeds odbyła się pierwsza konwencja science fiction.
- 7 stycznia – odbył się ślub przyszłej królowej Holandii Juliany i niemieckiego arystokraty Bernharda zu Lippe-Biesterfelda.
- 9 stycznia – wszedł do kin film animowany Don Donald, w którym Kaczor Donald wystąpił po raz pierwszy w głównej roli i ze zmienionym wizerunkiem.
- 11 stycznia – w USA ukazało się w sprzedaży pierwsze wydanie magazynu LOOK.
- 13 stycznia – ustanowiono honorowy tytuł Ludowego Artysty ZSRR.
- 19 stycznia – Howard Hughes przeleciał z Los Angeles do Nowego Jorku w czasie 7:28.25 s. (ustanawiając nowy rekord lotniczy).
- 20 stycznia – sędzia Sądu Najwyższego Charles Evans Hughes zaprzysiągł Franklina Delano Roosevelta na drugą kadencję jako prezydenta Stanów Zjednoczonych. Zmiana daty zaprzysiężenia prezydenta była związana z ratyfikacją w 1933 roku dwudziestej poprawki do Konstytucji Stanów Zjednoczonych.
- 23 stycznia – wielki terror: w Moskwie rozpoczął się proces siedemnastu przywódców komunistycznych, oskarżonych o udział w spisku rzekomo zorganizowanym przez Lwa Trockiego, a mającym na celu obalenie ustroju komunistycznego i zamordowaniu Józefa Stalina.
- 25 stycznia – w amerykańskim radiu NBC nadano pierwszy odcinek Guiding Light, najdłużej emitowanego serialu na świecie.
- 26 stycznia:
  - w Michigan celebrowano 100-lecie przyłączenia stanu do Stanów Zjednoczonych.
  - rząd III Rzeszy wydał Ustawę o Dużym Hamburgu, na mocy której pruskie miasta Altona, Harburg-Wilhelmsburg i Wandsbek oraz hamburski Bergedorf straciły swoją samodzielność i stały się częścią Hamburga z dniem 1 kwietnia 1937.
- 30 stycznia:
  - Adolf Hitler ogłosił wycofanie podpisu Niemiec pod Traktatem wersalskim.
  - wielki terror: w Moskwie zakończył się proces 17 czołowych komunistów oskarżonych o spiskowanie z Lwem Trockim przeciwko rządowi; 13 z nich zostało skazanych na karę śmierci.
- 31 stycznia:
  - USA: powódź na rzece Ohio.
  - wielki terror: w ZSRR rozstrzelano 31 osób za rzekomy trockizm.
- 5 lutego
  - Turcja przyjęła kemalizm jako ideologię państwową.
  - prezydent Franklin D. Roosevelt przedstawił plan zwiększenia składu osobowego Sądu Najwyższego Stanów Zjednoczonych.
- 8 lutego – hiszpańska wojna domowa: oddziały sił nacjonalistycznych, zdobyły miasto Malaga.
- 8–27 lutego – hiszpańska wojna domowa: nierozstrzygnięta bitwa nad rzeką Jarama.
- 11 lutego:
  - zakończył się strajk okupacyjny w fabrykach General Motors, kiedy korporacja uznała Zjednoczony Związek Zawodowy Pracowników Przemysłu Samochodowego (ang. United Automobile Workers Union).
  - w Japonii ustanowiono Order Kultury.
- 16 lutego – Wallace Hume Carothers opatentował syntetyczny polimer – Nylon.
- 19 lutego:
  - w Australii doszło do katastrofy lotniczej w Parku Narodowym Lamington, pięć osób straciło życie.
  - w Addis Abebie, w czasie ceremonii w pałacu cesarskim, dwóch nacjonalistów Erytrejskich dokonało nieudanego zamachu na gubernatora i wicekróla Rodolfo Grazianiego. Włoskie siły bezpieczeństwa otworzyły ogień do tłumu widzów i przez następne kilka tygodni, dokonały rzezi na Etiopczykach.
  - ustanowiono flagę Holandii.
- 21 lutego:
  - Liga Narodów zabroniła krajom postronnym udziału w hiszpańskiej wojnie domowej.
  - amerykański wynalazca Waldo Waterman dokonał pierwszego udanego lotu latającym samochodem (Aerobile).
- 26 lutego – Jan Alfred Szczepański i Justyn Wojsznis dokonali pierwszego wejścia na Ojos del Salado, najwyższy (6893 m) wulkan na Ziemi (obecnie nieczynny), położony w Andach Środkowych, na granicy Argentyny i Chile.
- 27 lutego – podczas obrad plenum KC WKP aresztowano Mikołaja Bucharina i Aleksieja Rykowa; w ZSRR rozpoczął się kolejny etap czystek politycznych.
- 1 marca – Kyösti Kallio został prezydentem Finlandii.
- 4 marca – odbyła się 9. ceremonia wręczenia Oscarów.
- 8 marca – hiszpańska wojna domowa: rozpoczęła się bitwa pod Guadalajarą.
- 12 marca – Aimo Cajander został po raz trzeci premierem Finlandii.
- 14 marca – papież Pius XI ogłosił encyklikę Mit brennender Sorge dotyczącą sytuacji Kościoła w III Rzeszy i potępiającą narodowy socjalizm.
- 15 marca – przy Cook County Hospital w Chicago utworzono pierwszy na świecie bank krwi.
- 16 marca:
  - Davao na filipińskiej wyspie Mindanao uzyskało prawa miejskie.
  - dokonano oblotu holenderskiego myśliwca Fokker G.I.
- 17 marca – w San Francisco ukazał się raport prywatnego detektywa Edwina Athertona dokumentujący wady i korupcję policji miejskiej.
- 18 marca:
  - doszło do wybuchu gazu w szkole w miejscowości New London w stanie Teksas. Eksplozja pozbawiła życia 295 osób spośród uczniów i nauczycieli.
  - założono klub piłkarski Neftçi PFK.
- 19 marca – papież Pius XI w encyklice Divini Redemptoris potępił antyreligijny charakter komunizmu.
- 21 marca:
  - w Niemczech odczytano w kościołach encyklikę Piusa XI Mit brennender Sorge, potępiającą ideologię III Rzeszy.
  - 19 osòb (w tym 2 policjantów) zginęło, a 235 zostało rannych w czasie rozpędzania demonstracji nacjonalistów w Ponce na Portoryko.
- 23 marca – hiszpańska wojna domowa: zwycięstwo wojsk republikańskich w bitwie pod Guadalajarą.
- 26 marca:
  - w mieście Crystal City w stanie Teksas plantatorzy szpinaku wystawili statuę głównego bohatera komiksu i postaci z amerykańskiego filmu animowanego Popeye.
  - William Henry Hastie został pierwszym czarnoskórym sędzią Sądu Federalnego w USA.
- 1 kwietnia – Aden stał się kolonią brytyjską.
- 5 kwietnia – otwarto port lotniczy Praga-Ruzyně.
- 9 kwietnia – japoński samolot Kamikadze (九七式司令部偵察機 – Boski Wiatr – Mitsubishi Ki-15) wylądował na londyńskim lotnisku, był to pierwszy samolot japońskiej produkcji, który przyleciał do Europy.
- 10 kwietnia:
  - zwodowano holenderski transatlantyk SS „Nieuw Amsterdam”.
  - założono francuski klub piłkarski Nîmes Olympique.
- 12 kwietnia – Sąd Najwyższy Stanów Zjednoczonych zawyrokował, że akt prawny zabezpieczający prawa robotników w sektorze prywatnym z 1935 r. (ang. National Labor Relations Act), jest zgodny z konstytucją.
- 17 kwietnia – w filmie animowanym pod tytułem Prosiaka Porky’ego Polowanie (ang. Porky’s Duck Hunt), w reżyserii Texa Avery’ego z serii Zwariowane melodie, zadebiutowała postać Kaczora Daffy’ego.
- 20 kwietnia – pożar w szkole podstawowej w miejscowości Kilingi-Nõmme w Estonii, pozbawił życia 17 osób i ranił 50.
- 21 kwietnia – założono chilijski klub piłkarski CD Universidad Católica.
- 26 kwietnia – hiszpańska wojna domowa: niemiecki Legion Condor zbombardował baskijską Guernikę; zginęło ponad 1600 osób.
- 27 kwietnia – premiera filmu Narodziny gwiazdy.
- 28 kwietnia – na przedmieściach Rzymu Benito Mussolini dokonał otwarcia największego włoskiego studia filmowego Cinecittà.
- 1 maja – we Francji w Paryżu doszło do strajku powszechnego.
- 2 maja – reprezentacja Polski w koszykówce mężczyzn zadebiutowała w Mistrzostwach Europy, przegrywając w Rydze z Francją 24:29.
- 3 maja:
  - rewolucja hiszpańska: rozpoczęły się walki pomiędzy komunistami a anarchosyndykalistami, znane jako dni majowe w Barcelonie.
  - amerykańska pisarka Margaret Mitchell otrzymała nagrodę Pulitzera za powieść Przeminęło z wiatrem.
- 6 maja:
  - niemiecki sterowiec Hindenburg spłonął podczas cumowania na lotnisku w Lakehurst w amerykańskim stanie New Jersey. Zginęło 13 pasażerów i 22 członków załogi oraz główny członek załogi naziemnej, kapitan Ernst Lehmann.
  - w Londynie otwarto Chelsea Bridge.
- 7 maja – hiszpańska wojna domowa: niemiecki Legión Cóndor wyposażony w samoloty Heinkel He 51 wylądował w Hiszpanii, by wspomagać oddziały falangi generała Francisco Franco.
- 8 maja – powołano metropolię ryską.
- 12 maja – w Londynie w Opactwie Westminsterskm odbyła się koronacja Jerzyego VI Windsora i jego małżonki Elżbiety.
- 17 maja – w mieście Solna pod Sztokholmem został otwarty Råsundastadion.
- 20 maja – dokonano oblotu brytyjskiego samolotu pasażerskiego i pocztowego de Havilland Albatross.
- 21 maja:
  - sowiecka stacja polarna wybudowana na pływającej krze stała się pierwszą naukową placówką na Oceanie Arktycznym.
  - w ramach akcji odwetowej za próbę zamachu na włoskiego gubernatora Rodolfo Grazianiego w Etiopii, włoskie oddziały dokonały masakry w klasztorze Debre Libanos, 297 mnichów zostało zamordowanych i 23 osoby świeckie.
- 22 maja – wielki terror: w Kujbyszewie, w czasie konferencji organizacji partyjnej Okręgu, pod zarzutem szpiegostwa i uczestnictwa w kontrrewolucyjnej organizacji został aresztowany marszałek Michaił Tuchaczewski.
- 26 maja:
  - wielki terror: w ZSRR poinformowano o aresztowaniu pod sfabrykowanym zarzutem szpiegostwa na rzecz Niemiec marszałka Michaiła Tuchaczewskiego.
  - Egipt został członkiem Ligi Narodów.
- 27 maja – uroczyście otwarto most Golden Gate, łączący San Francisco z hrabstwem Main.
- 28 maja:
  - Neville Chamberlain został premierem Wielkiej Brytanii.
  - założono niemieckie przedsiębiorstwo motoryzacyjne Volkswagen.
- 29 maja:
  - dokonano oblotu amerykańskiego wodnosamolotu Grumman G-21 Goose.
  - Francja (jako mandatariusz Syrii) i Turcja zawarły porozumienie, na mocy którego syryjski okręg Hatay otrzymał autonomię i został zdemilitaryzowany.
  - hiszpańska wojna domowa: biorący udział w misji blokowania wybrzeża znajdującego się pod kontrolą socjalistów niemiecki krążownik ciężki „Deutschland” został zaatakowany w porcie Ibiza przez dwa rządowe bombowce, za sterami których siedzieli radzieccy piloci. W wyniku nalotu na miejscu zginęło 22 niemieckich marynarzy, a 83 zostało rannych, w tym kilkunastu ciężko. Ostatecznie liczba ofiar śmiertelnych wzrosła do 31.
- 30 maja – hiszpańska wojna domowa: w czasie walk pomiędzy „Republikanami” i „Nacjonalistami”, hiszpański statek „Ciudad de Barcelona” został storpedowany.
- Maj – w Stanach Zjednoczonych bezrobocie osiągnęło poziom 7 mln osób.
- 3 czerwca:
  - książę Windsoru Edward (do czasu abdykacji w 1936 roku król Edward VIII) poślubił we Francji Amerykankę Wallis Simpson.
  - MS „Batory” został poważnie uszkodzony w wyniku pożaru w odległości 800 mil morskich od brzegów amerykańskich.
- 4 czerwca:
  - Fumimaro Konoe został premierem Japonii.
  - Walka o niepodległość Korei: miała miejsce bitwa pod Poch’ŏnbo.
- 8 czerwca:
  - całkowite zaćmienie Słońca, którego czas przekroczył 7 minut (tak długiego nie było przez 800 lat), było widoczne z Oceanu Spokojnego i z Peru.
  - we Frankfurcie odbyła się preomiera kantaty scenicznej, skomponowanej przez Carla Orffa, pod tytułem Carmina Burana.
- 9 czerwca – działacze antyfaszystowscy Carlo i Nello Rosselli zostali zamordowani we Francji przez włoską bojówkę faszystowską.
- 11 czerwca – wielki terror: na rozkaz Józefa Stalina dokonano egzekucji ośmiu wysokich dowódców wojskowych, m.in. marszałka Michaiła Tuchaczewskiego.
- 13 czerwca – w Marsylii otwarto Stade Vélodrome.
- 14 czerwca – stan Pensylwania wprowadził Święto Flagi, jako święto stanowe, jedyny spośród stanów w USA.
- 15 czerwca – w Paryżu odbyła się premiera baletu Szach-mat Arthura Blissa.
- 21 czerwca – we Francji koalicyjny rząd Léona Bluma podał się do dymisji.
- 22 czerwca – Camille Chautemps został po raz trzeci premierem Francji.
- 23 czerwca – w ramach Hiszpańskiej Armii Ludowej utworzono „150 Brygadę Międzynarodową im. Jarosława Dąbrowskiego”.
- 1 lipca:
  - w referendum w Wolnym Państwie Irlandzkim obywatele zaakceptowali nową konstytucję – 685,105 osób głosowało za konstytucją a 527,945 przeciw.
  - pierwszy telefoniczny numer alarmowy na świecie został uruchomiony w Londynie. Kiedy abonent wykręcał 999, w centrali włączał się brzęczyk i pulsujące czerwone światło, aby zwrócić uwagę telefonistki.
  - niemiecki pastor luterański i teolog Martin Niemöller został aresztowany przez Gestapo.
- 2 lipca:
  - Amelia Earhart i nawigator Fred Noonan zniknęli po starcie z Nowej Gwinei podczas lotu dookoła świata.
  - rozpoczęła czuwanie nieustająca warta żołnierska przy grobie nieznanego żołnierza na Narodowym Cmentarzu w Arlington koło Waszyngtonu.
- 5 lipca – padł rekord temperatury w Kanadzie, w miejscowości Yellow Grass odnotowano 45 °C.
- 6 lipca – hiszpańska wojna domowa: rozpoczęła się bitwa pod Brunete.
- 7 lipca – incydent na moście Marco Polo – początek wojny chińsko-japońskiej (przez niektórych dzień ten jest uważany za początek II wojny światowej w Azji).
- 8 lipca – Japonia wypowiedziała wojnę Chinom.
- 11 lipca – w Nowym Jorku, Amerykanin Elroy Robinson ustanowił rekord świata w biegu na 800 m wynikiem 1.49,6 s.
- 12 lipca – na paryskiej wystawie światowej pokazano obraz Pabla Picassa Guernica.
- 16 lipca – w katastrofie kolejowej w indyjskim mieście Patna zginęło 107 osób.
- 19 lipca – w Monachium została otwarta zorganizowana przez nazistów Wystawa sztuki zdegenerowanej.
- 21 lipca – Éamon de Valera zostaje wybrany prezydentem Irlandii.
- 22 lipca – Nowy Ład (New Deal): Senat Stanów Zjednoczonych głosuje przeciwko propozycji prezydenta Franklina D. Roosevelta by zwiększyć liczbę sędziów w Sądzie Najwyższym Stanów Zjednoczonych.
- 25 lipca – hiszpańska wojna domowa: zakończyła się bitwa pod Brunete.
- 28 lipca – w Belfaście Irlandzka Armia Republikańska (IRA) dokonała nieudanej próby zamachu bombowego na króla Jerzego VI Windsora.
- 30 lipca – Nikołaj Jeżow wydał rozkaz nr 00447 (na podstawie decyzji KC WKP(b) z 2 lipca 1937 r., z podpisem Stalina), w którym zarządzał masową likwidację „elementów antyradzieckich”. Na jego mocy od sierpnia 1937 do września 1938 r. wydano zaocznie ponad 700 tys. wyroków śmierci.
- 1 sierpnia – w Berlinie, sprinterka Stanisława Walasiewicz ustanowiła rekord świata w biegu na 100 m (11,6 s.)
- 5 sierpnia – w ZSRR rozpoczęła się kampania mająca wyeliminować elementy antysowieckie, zwana Wielką Czystką. W następnym roku około 724 tys. osób zostało zamordowanych na skutek działalności komisji tzw. trzech (trojka), często komisje te wybierały swe ofiary ze względów etnicznych.
- 6 sierpnia – hiszpańska wojna domowa: artyleria falangistów ostrzelała Madryt.
- 10 sierpnia – w Tokio założono firmę Canon.
- 11 sierpnia:
  - narkom spraw wewnętrznych Nikołaj Jeżow wydał rozkaz nr 00485; w zrealizowanej na jego podstawie tzw. „operacji polskiej” zamordowano ponad 110 tys. obywateli ZSRR polskiej narodowości.
  - Salwador wystąpił z Ligi Narodów.
- 25 sierpnia – dokonano oblotu samolotu szturmowego Su-2.
- 26 sierpnia – wojna chińsko-japońska: japoński samolot ostrzelał samochód z ambasadorem brytyjskim podczas powietrznego rajdu na Szanghaj.
- 28 sierpnia – założono Toyota Motor Corporation.
- 2 września – tajfun, który nawiedził Hongkong pozbawił życia około 11 tys. osób.
- 5 września – hiszpańska wojna domowa: Falangiści zdobyli miasto Llanes.
- 7 września:
  - CBS nadało dwuipółgodzinny koncert radiowy dla upamiętnienia zmarłego w lipcu George’a Gershwina.
  - hiszpańska wojna domowa: zakończyła się bitwa pod Belchite.
- 21 września – w Londynie ukazała się powieść Hobbit, czyli tam i z powrotem (ang. The Hobbit or There and Back Again) autorstwa J.R.R. Tolkiena.
- 22 września – „biały emigrant”, przywódca Rosyjskiego Związku Ogólnowojskowego generał Jewgienij Miller został przez wysłanników Wydziału Zagranicznego GUBG uprowadzony z Paryża do ZSRR.
- 25 września – wojna chińsko-japońska: w bitwie o Pingxingguan, Komunistyczna Czerwona Armia pokonała siły japońskie.
- 26 września – rozpoczęła się seria półgodzinnych programów radiowych pod tytułem Cień (ang. The Shadow), Orson Welles wystąpił w roli tytułowej.
- 27 września – ostatni tygrys balijski żyjący na wyspie Bali padł.
- 1 października:
  - w USA weszło w życie prawo (ang. Marijuana Tax Act), które było pierwszym krokiem do sankcji prawnych eliminujących używanie Marihuany.
  - sędzia Sądu Najwyższego Stanów Zjednoczonych Hugo Black, w przemówieniu radiowym, wyparł się związków z Ku Klux Klanem.
- 2 października – szwadrony śmierci dyktatora Dominikany, Rafaela Trujillo, rozpoczęły rzeź imigrantów z Haiti.
- 3 października – wojna chińsko-japońska: japońska armia rozpoczęła ofensywę w kierunku miasta Nankin.
- 5 października – w Chicago prezydent Roosevelt wygłosił przemówienie (ang. Quarantine Speech), w którym wzywał do objęcia kwarantanną narody agresywne. Przemówienie to wzmocniło wśród Amerykanów postawę izolacjonizmu.
- 13 października – Niemcy w nocie dyplomatycznej do Brukseli zagwarantowali nienaruszalność i integralność terytorialną Belgii, pod warunkiem że kraj ten nie podejmie żadnej akcji militarnej przeciw Niemcom.
- 15 października – ukazała się powieść Ernesta Hemingwaya Mieć i nie mieć (ang. To Have and Have Not). Na podstawie powieści w roku 1944 został nakręcony film Mieć i nie mieć.
- 17 października – Hyzio, Dyzio i Zyzio, siostrzeńcy Kaczora Donalda, po raz pierwszy pojawili się w gazetowym pasku komiksowym.
- 21 października:
  - hiszpańska wojna domowa: całe północne wybrzeże Hiszpanii znalazło się w rękach Falangistów.
  - Roberto María Ortiz został wybrany prezydentem Argentyny.
- 27 października – hiszpańska wojna domowa: siły republikańskie podpaliły zapasy paliw w mieście Gijón, wycofując się przed nacierającymi Falangistami.
- 3 listopada – na mocy orzeczenia „trójki NKWD” rozstrzelano Wołodymyra Czechiwskogo, byłego premiera Ukraińskiej Republiki Ludowej.
- 5 listopada:
  - w Kancelarii Rzeszy odbyło się ściśle tajne zebranie, na którym Adolf Hitler przedstawił swój plan powiększenia przestrzeni życiowej dla Niemców.
  - hiszpańska wojna domowa: w miejscowości Piedrafita de Babia pobliżu miasta León 35 tys. osób wspierających siły republikańskie zostało zamordowanych.
- 6 listopada – Włochy dołączyły do paktu antykominternowskiego.
- 9 listopada – wojna chińsko-japońska: armia japońska zdobyła Szanghaj.
- 10 listopada:
  - brazylijski prezydent Getúlio Vargas ogłosił Estado Novo (Nowy Kraj), nazwę nowego rządu. Od tego momentu stał się dyktatorem Brazylii do roku 1945.
  - w Gruzji otwarto Muzeum Józefa Stalina.
- 14 listopada – Japończycy zdobywają Szanghaj.
- 21 listopada – w Leningradzie odbyła się premiera V symfonii Dmitrija Szostakowicza.
- 26 listopada – w Moskwie został rozstrzelany Peldżidijn Genden, były premier Mongolskiej Republiki Ludowej.
- 28 listopada – Józef Stalin podpisał wniosek o rozwiązanie Komunistycznej Partii Polski.
- 11 grudnia – Włochy wycofały się z Ligi Narodów.
- 12 grudnia:
  - doszło do incydentu zbrojnego, kiedy to została zbombardowana kanonierka amerykańska USS Panay na rzece Jangcy koło Nankinu przez japońskie samoloty.
  - odbyły się wybory do Rady Najwyższej ZSRR.
- 13 grudnia – wojna chińsko-japońska: armia japońska zdobyła Nankin, który stał się stolicą marionetkowego państwa chińskiego. Wojska dokonały masakry ludności cywilnej, w ciągu trzech miesięcy zamordowano ponad 300 tys. osób.
- 15 grudnia – hiszpańska wojna domowa: rozpoczęła się bitwa o Teruel.
- 21 grudnia – w amerykańskich kinach można było obejrzeć film animowany pełnometrażowy produkcji wytwórni Walta Disneya pod tytułem Królewna Śnieżka i siedmiu krasnoludków.
- 22 grudnia – otwarto Tunel Lincolna łączący nowojorski Manhattan z New Jersey.
- 25 grudnia – w wieku 70 lat, legendarny dyrygent Arturo Toscanini dyrygował Orkiestrą Symfoniczną NBC w koncercie radiowym. Był to pierwszy występ dyrygenta z tą orkiestrą, który zapoczątkował 17-letnie występy. W pierwszym koncercie Toskanini dyrygował utwory Vivaldiego, Mozarta, Brahmsa. Miliony osób wysłuchało tego koncertu radiowego łącznie z prezydentem Franklinem Delano Rooseveltem.
- 28 grudnia – Octavian Goga został premierem Rumunii.
- 29 grudnia – Irlandia przyjęła konstytucję; de facto państwo stało się republiką, choć oficjalnie dopiero w 1949.

## Urodzili się
- 1 stycznia:
  - Adam Wiśniewski-Snerg, polski pisarz science fiction (zm. 1995)
  - Mirosława Lombardo, polska aktorka
  - Janusz Michałowski, polski aktor
- 2 stycznia:
  - Maria Włodzimierz Jaworski, polski biskup starokatolicki
  - Martin Lauer, niemiecki lekkoatleta, sprinter, płotkarz i wieloboista (zm. 2019)
  - Giuseppe Pisanu, włoski polityk
- 3 stycznia:
  - Jan Antoszkiewicz, polski ekonomista (zm. 2024)
  - Tania Aszot-Harutunian, irańska pianistka (zm. 2022)
  - Gernot Böhme, niemiecki filozof (zm. 2022)
  - Zygmunt Konieczny, polski kompozytor muzyki teatralnej i muzyki filmowej
  - Glen A. Larson, amerykański scenarzysta i producent filmowy (zm. 2014)
  - Adam Medyński, polski szermierz, trener (zm. 2025)
  - Jerzy Mikułowski Pomorski, polski socjolog i nauczyciel akademicki (zm. 2020)
  - Andrzej Ramlau, polski operator filmowy
  - Andrzej Sydor, polski szachista
- 4 stycznia:
  - Cosmas Michael Angkur, indonezyjski duchowny katolicki, biskup Bogor (zm. 2024)
  - Grace Bumbry, amerykańska śpiewaczka operowa, mezzosopran (zm. 2023)
  - Dyan Cannon, amerykańska aktorka, reżyserka, scenarzystka, montażystka i producentka filmowa
  - Tadeusz Godlewski, polski polityk i nauczyciel, poseł na Sejm I kadencji
  - Dries Helsloot, holenderski kolarz torowy
  - Mariusz Walter, polski przedsiębiorca, dziennikarz, reżyser filmowy, założyciel TVN (zm. 2022)
- 5 stycznia – Anni Laakmann, niemiecka szachistka
- 6 stycznia:
  - Luigi Arienti, włoski kolarz (zm. 2024)
  - Paolo Conte, włoski kompozytor i śpiewający autor
  - Jan Mozrzymas, polski fizyk teoretyczny (zm. 2006)
- 7 stycznia:
  - Anna Borowiec, polska aktorka
  - Carlos Westendorp, hiszpański dyplomata, polityk pochodzenia holenderskiego
- 8 stycznia:
  - Stanisław Bałazy, polski biolog, mykolog
  - Shirley Bassey, walijska piosenkarka
  - Louis Le Pensec, francuski ekonomista, samorządowiec, polityk (zm. 2024)
- 10 stycznia:
  - Simon Atallah, libański duchowny maronicki, biskup Baalbek-Dajr al-Ahmar
  - Janina Mendalska, polska kajakarka (zm. 1999)
  - Natalia Piekarska-Poneta, polska poetka (zm. 2013)
- 11 stycznia:
  - Henryk Boukołowski, polski aktor i reżyser (zm. 2020)
  - Francis Palmade, francuski sędzia rugby
- 12 stycznia:
  - Maria Krzysztof Byrski, polski orientalista
  - Marie Dubois, francuska aktorka (zm. 2014)
  - Shirley Eaton, brytyjska aktorka
- 13 stycznia:
  - George Reisman, amerykański ekonomista pochodzenia żydowskiego
  - Eulogiusz (Smirnow), rosyjski biskup prawosławny (zm. 2020)
- 14 stycznia:
  - Marian Janowski, polski burmistrz, działacz społeczny i samorządowy
  - Ewa Kuźmińska, polska siatkarka (zm. 2019)
- 15 stycznia:
  - Zofia Gładyszewska, polska aktorka dubbingowa, nauczycielka śpiewu (zm. 2021)
  - Yōhei Kōno (jap. 河野洋平), japoński polityk
  - Margaret O’Brien, amerykańska aktorka
- 16 stycznia:
  - Francis George, amerykański duchowny katolicki, kardynał (zm. 2015)
  - Marceli Klimkowski, polski psycholog (zm. 2020)
- 18 stycznia:
  - Yukio Endō, japoński gimnastyk (zm. 2009)
  - John Hume, północnoirlandzki polityk, laureat Pokojowej Nagrody Nobla (zm. 2020)
  - Ewa Kamler, polska biolog, ichtiolog
  - Dieter Lindner, niemiecki lekkoatleta, chodziarz (zm. 2021)
  - David Mech, amerykański biolog
- 19 stycznia:
  - Brygida Bernadotte, księżniczka szwedzka (zm. 2024)
  - Zbigniew Jóźwik, polski przyrodnik, polarnik, grafik, bibliofil
  - Henning Wind, duński żeglarz sportowy
- 20 stycznia:
  - Albert-Marie de Monléon, francuski duchowny katolicki, biskup Meaux (zm. 2019)
  - Bailey Howell, amerykański koszykarz
  - Jarosława Jóźwiakowska, polska siatkarka, lekkoatletka, skoczkini wzwyż
  - Jacek Maziarski, polski dziennikarz, publicysta, polityk, poseł na Sejm RP (zm. 2009)
- 21 stycznia:
  - Zbigniew Bargielski, polski kompozytor
  - Christian de Chalonge, francuski reżyser i scenarzysta
- 22 stycznia:
  - Al Kasha, amerykański kompozytor muzyki filmowej (zm. 2020)
  - Leonid Nosyriew, rosyjski animator, reżyser filmów animowanych, pedagog
- 23 stycznia:
  - Pier Luigi Celata, włoski duchowny katolicki, arcybiskup
  - Mária Pisárčiková, słowacka językoznawczyni
- 24 stycznia – Edward Warzecha, polski aktor (zm. 2011)
- 25 stycznia:
  - Jerzy Kostro, polski szachista
  - Bill Pascrell, amerykański polityk (zm. 2024)
  - Marek Starowieyski, polski duchowny katolicki
- 27 stycznia:
  - Youhanna Golta, egipski duchowny katolicki (zm. 2022)
  - Lidija Iwanowa, rosyjska gimnastyczka
  - Bud Somerville, amerykański curler (zm. 2023)
  - David Yallop, brytyjski pisarz (zm. 2018)
- 28 stycznia – Jerzy Jóźwiak, polski polityk
- 29 stycznia – Arnold Belgardt, rosyjski kolarz (zm. 2015)
- 30 stycznia:
  - Vanessa Redgrave, brytyjska aktorka, zdobywczyni Oscara
  - Boris Spasski (ros. Борис Васильевич Спасский), rosyjski szachista (zm. 2025)
- 31 stycznia:
  - Regimantas Adomaitis, litewski aktor (zm. 2022)
  - Józefa Czerniawska, polska biegaczka narciarska
  - Philip Glass, amerykański kompozytor
  - Ivan Klajn, serbski filolog i językoznawca (zm. 2021)
  - Suzanne Pleshette, amerykańska aktorka (zm. 2008)
- 1 lutego:
  - Audrys Bačkis, litewski duchowny katolicki, arcybiskup Wilna, kardynał
  - Don Everly, amerykański muzyk, członek zespołu Everly Brothers (zm. 2021)
  - Tony Waiters, angielski piłkarz, bramkarz, trener (zm. 2020)
  - Maryan Wisniewski, francuski piłkarz pochodzenia polskiego (zm. 2022)
- 2 lutego:
  - Leszek Arent, polski koszykarz, trener (zm. 2016)
  - Martina Arroyo, amerykańska śpiewaczka
  - Eric Arturo del Valle, polityk panamski (zm. 2015)
  - Carl R. Hagen, amerykański fizyk teoretyczny pochodzenia norweskiego
- 3 lutego:
  - Jacques Barrot, francuski polityk (zm. 2014)
  - Mirosław Dakowski, polski fizyk
- 4 lutego:
  - John Devitt, australijski pływak (zm. 2023)
  - Galina Jermołajewa, rosyjska kolarka torowa
  - Magnar Solberg, norweski biathlonista
  - Piergiuseppe Vacchelli, włoski duchowny katolicki, arcybiskup
- 5 lutego:
  - Rolf Bock, niemiecki trener piłkarski (zm. 2022)
  - Gaston Roelants, belgijski lekkoatleta, długodystansowiec
- 6 lutego:
  - Wiesław Ochman, polski śpiewak operowy (tenor)
  - Ana Orantes, hiszpańska ofiara przemocy (zm. 1997)
  - Kevin Parker, australijski prawnik
- 7 lutego – Kazimierz Adamski, polski działacz
- 8 lutego:
  - Michał Kowalczyk, polski polityk, poseł na Sejm RP II kadencji
  - Bronisław Łagowski, polski filozof, eseista i publicysta
- 9 lutego:
  - Józef Smaga, polski rusycysta, nauczyciel akademicki (zm. 2019)
  - Stanisław Potrzebowski, polski duchowny rodzimowierczy
- 10 lutego – Roberta Flack, wokalistka amerykańska śpiewająca jazz, soul i folk (zm. 2025)
- 11 lutego:
  - Anders Bodelsen, duński pisarz (zm. 2021)
  - Maciej Kossowski, polski piosenkarz, trębacz, kompozytor (zm. 2022)
- 12 lutego:
  - Charles Dumas, amerykański lekkoatleta (zm. 2004)
  - Roman Harmoza, polski generał
- 13 lutego:
  - Rupiah Banda, zambijski polityk, prezydent Zambii (zm. 2022)
  - Sigmund Jähn, niemiecki pilot wojskowy, kosmonauta (zm. 2019)
  - Anna Malewicz-Madey, polska śpiewaczka operowa (mezzosopran)
  - Hiroshi Ninomiya, japoński piłkarz, trener
- 14 lutego:
  - Carlos Campos, chilijski piłkarz (zm. 2020)
  - John MacGregor, brytyjski polityk
  - Márta Rudas, węgierska lekkoatletka, oszczepniczka (zm. 2017)
- 15 lutego:
  - Raymundo Damasceno Assis, brazylijski duchowny katolicki, kardynał
  - Jacek Kucharzewski, polski architekt, urbanista, prezydent Opola (zm. 2009)
  - Henryk Pająk, polski pisarz
- 16 lutego:
  - Paul Bailey, brytyjski pisarz (zm. 2024)
  - Bohdan Gonsior, polski szpadzista
- 17 lutego:
  - Bolesław Faron, polski historyk
  - Wanda Koczeska, polska aktorka (zm. 2008)
  - Andrzej Kołodyński, polski filmoznawca
  - Willi Koslowski, niemiecki piłkarz (zm. 2024)
  - Rita Süssmuth, niemiecka polityk
- 18 lutego – Damir Jadgarow, radziecki i uzbecki polityk (zm. 2025)
- 19 lutego – Krzysztof Karasek, polski poeta
- 20 lutego:
  - Robert Huber, niemiecki biochemik, laureat Nagrody Nobla
  - Karol Tarnowski, polski filozof
  - Nancy Wilson, amerykańska wokalistka (zm. 2018)
- 21 lutego:
  - Ron Clarke, australijski lekkoatleta (zm. 2015)
  - Jilly Cooper, brytyjska pisarka
  - Harald V Norweski, król Norwegii
  - Gary Lockwood, amerykański aktor
  - Marek Wawrzkiewicz, polski poeta, dziennikarz i tłumacz
  - Heorhij Prokopenko, radziecki i ukraiński pływak (zm. 2021)
- 22 lutego:
  - Tommy Aaron, amerykański golfista
  - Dubravko Detoni, chorwacki kompozytor i pianista
  - Werner Gitt, niemiecki inżynier, kreacjonista
  - Edward Leja, polski fizyk (zm. 2009)
  - Kazimierz Olesiak, polski polityk, minister rolnictwa, leśnictwa i gospodarki żywnościowej, wicepremier
  - Rolf Schafstall, niemiecki piłkarz (zm. 2018)
  - John Vlazny, amerykański duchowny katolicki, arcybiskup metropolita Portlandu (zm. 2025)
- 23 lutego:
  - Boris Guriewicz, radziecki i ukraiński zapaśnik, mistrz olimpijski (zm. 2020)
  - Christopher Tugendhat, brytyjski polityk
  - Florian Wiśniewski, polski robotnik, działacz opozycji w okresie PRL
- 25 lutego:
  - Tom Courtenay, angielski aktor
  - Roman Wierzbicki, polski polityk, rolnik, działacz związkowy, poseł na Sejm I kadencji, senator VI kadencji (zm. 2015)
- 26 lutego – Ryszard Lassota, polski prozaik
- 27 lutego:
  - Barbara Babcock, amerykańska aktorka
  - Carlos S. Camacho, polityk z Marianów Północnych, gubernator
  - Draga Stamejčič, słoweńska lekkoatletka, płotkarka i wieloboistka (zm. 2015)
  - Česlovas Stankevičius, litewski polityk, dyplomata
  - Mirosław Zbigniew Wojalski, polski krajoznawca
- 28 lutego:
  - Jeffrey Farrell, amerykański pływak
  - Karl-Heinz Herbrich, wschodnioniemiecki pułkownik Stasi
- 1 marca:
  - Kazimierz Chełstowski, polski inżynier, poseł na Sejm I kadencji
  - Eugen Doga, mołdawski kompozytor (zm. 2025)
  - Boris Uspienski, rosyjski filolog, semiotyk kultury, mitograf
- 2 marca:
  - Abd al-Aziz Buteflika, polityk algierski, prezydent Algierii (zm. 2021)
  - Katarzyna Piskorska, polska artystka rzeźbiarka i medalierka (zm. 2010)
  - Jakub Siemek, polski profesor nauk technicznych
- 3 marca – Walter Graf, szwajcarski bobsleista (zm. 2021)
- 4 marca:
  - José Araquistáin, hiszpański piłkarz, bramkarz
  - Jurij Sienkiewicz, radziecki lekarz pochodzenia polskiego, naukowiec i podróżnik, prezenter telewizyjny, autor książek (zm. 2003)
- 5 marca – Carol Sloane, amerykańska wokalistka jazzowa (zm. 2023)
- 6 marca – Walentina Tierieszkowa, radziecka kosmonautka
- 8 marca:
  - Juvénal Habyarimana, rwandyjski polityk i wojskowy (zm. 1994)
  - Zofia Helman, polska muzykolog
- 9 marca:
  - Paciano Aniceto, filipiński duchowny katolicki, arcybiskup San Fernando
  - Ryszard Cieślak, polski aktor, reżyser teatralny (zm. 1990)
  - Tomasz Jelonek, polski duchowny katolicki, teolog
  - Bernard Landry, kanadyjski polityk, premier Quebecu (zm. 2018)
- 11 marca:
  - Leo Jun Ikenaga, japoński duchowny katolicki, arcybiskup metropolita Osaki
  - Lorne Loomer, kanadyjski wioślarz (zm. 2017)
  - Aleksandra Zabielina, rosyjska florecistka (zm. 2022)
- 12 marca:
  - Tachir Durdyjew, rosyjski polityk, dyplomata
  - Zoltán Horváth, węgierski szablista (zm. 2025)
- 13 marca:
  - Antonio Betancort, hiszpański piłkarz, bramkarz (zm. 2015)
  - Gert Hofbauer, austriacki trębacz, dyrygent (zm. 2017)
  - Władimir Makanin, rosyjski pisarz (zm. 2017)
  - Cletus Wotorson, liberyjski geolog, polityk (zm. 2024)
- 14 marca:
  - Arturo Chaires, meksykański piłkarz (zm. 2020)
  - Gerhart Lippert, niemiecki aktor
  - Dieter Schenk, niemiecki kryminolog i literat
- 15 marca – Andrzej Zawiślak, polski polityk (zm. 2015)
- 16 marca:
  - Ben Aris, brytyjski aktor (zm. 2003)
  - William Lester Armstrong, amerykański polityk, kongresman, senator ze stanu Kolorado (zm. 2016)
  - Salvatore Di Cristina włoski duchowny katolicki, arcybiskup Monreale
  - Peter Kreeft, amerykański apologeta katolicki, pisarz, publicysta
  - Attilio Nicora, włoski duchowny katolicki, biskup Werony, kardynał (zm. 2017)
  - Amos Tversky, izraelsko-amerykański psycholog (zm. 1996)
- 17 marca – Jolanta Umecka, polska aktorka niezawodowa
- 18 marca:
  - Rudi Altig, niemiecki kolarz torowy i szosowy (zm. 2016)
  - Laurens Jan Brinkhorst, holenderski prawnik, polityk
  - Barbro Lindgren, szwedzka pisarka
- 19 marca:
  - Jan Cimanowski, polski profesor ogrodnictwa, polityk, senator RP (zm. 2019)
  - Elżbieta Dzikowska, polska historyk sztuki, sinolog, dziennikarka, reżyserka i operatorka filmów dokumentalnych, podróżniczka
  - Egon Krenz, niemiecki polityk, przewodniczący Rady Państwa NRD, sekretarz SED
  - Carlo Mazzone, włoski piłkarz, trener (zm. 2023)
  - Józef Mioduszewski, polski działacz organizacji rolniczych, polityk, poseł na Sejm RP
- 20 marca:
  - Krzysztof Kowalewski, polski aktor (zm. 2021)
  - Anthony Lee Kok Hin, malezyjski duchowny katolicki, biskup Miri
  - Lois Lowry, amerykańska pisarka
  - Jerry Reed, amerykański gitarzysta i aktor (zm. 2008)
  - Helmut Recknagel, niemiecki skoczek narciarski
  - Anna Sadowska, polska paleobotanik, profesor nauk biologicznych (zm. 2005)
  - David Segal, angielski lekkoatleta
- 21 marca – Benedykt Wiśniewski, polski działacz partyjny, prezydent Gorzowa Wielkopolskiego (zm. 2014)
- 22 marca:
  - Angelo Badalamenti, amerykański kompozytor muzyki filmowej pochodzenia włoskiego (zm. 2022)
  - Winfried Böhm, niemiecki filozof, pedagog
  - Armin Hary, niemiecki lekkoatleta, sprinter
  - Emeric Jenei, rumuński piłkarz, trener pochodzenia węgierskiego
- 23 marca:
  - Paweł Deresz, polski dziennikarz
  - Robert Gallo, amerykański wirusolog
  - José Luis Veloso, hiszpański piłkarz (zm. 2019)
- 24 marca:
  - Merkur Bozgo, albański aktor (zm. 2017)
  - Charles Cadogan, brytyjski arystokrata, polityk, działacz sportowy (zm. 2023)
  - Antonio Franco, włoski duchowny katolicki, arcybiskup, nuncjusz apostolski
- 25 marca – Onésimo Cepeda Silva, meksykański duchowny katolicki, biskup Ecatepec (zm. 2022)
- 26 marca:
  - Wayne Embry, amerykański koszykarz, działacz sportowy
  - Roger Gries, amerykański duchowny katolicki
  - Barbara Jones, amerykańska lekkoatletka, sprinterka
  - Ahmad Kuraj, palestyński polityk, premier Autonomii Palestyńskiej (zm. 2023)
  - Jan Syczewski, polski polityk, samorządowiec, działacz mniejszości białoruskiej, poseł na Sejm RP (zm. 2023)
- 27 marca:
  - Francesco Janich, włoski piłkarz (zm. 2019)
  - Bernard Lagneau, francuski artysta plastyk (zm. 2024)
  - Bogdan Mikułowski, polski geograf (zm. 2022)
- 28 marca:
  - Ad Abi Karam, libański duchowny maronicki, biskup eparchii św. Marona w Sydney
  - Józef Beker, polski kolarz
- 30 marca:
  - Warren Beatty, amerykański aktor i reżyser
  - Jean Oehler, francuski polityk
  - Philippe Stevens, belgijski duchowny katolicki, arcybiskup Maroua-Mokolo (zm. 2021)
  - Stanley Wojcicki, amerykański fizyk polskiego pochodzenia (zm. 2023)
- 31 marca:
  - Claude Allègre, francuski geochemik, wykładowca akademicki, polityk (zm. 2025)
  - Herbert Ninaus, austriacko-australijski piłkarz (zm. 2015)
- 1 kwietnia – Mohammad Hamid Ansari, indyjski naukowiec, dyplomata, polityk
- 2 kwietnia:
  - Frank Covelli, amerykański lekkoatleta
  - Paul E. Kanjorski, amerykański polityk pochodzenia polskiego
- 3 kwietnia:
  - Iwan Antanowicz, białorusko-rosyjski językoznawca, filozof, polityk
  - Lawrence Dane, kanadyjski aktor (zm. 2022)
  - Adriana Elini-Xhajanka, albańska reżyserka (zm. 1994)
  - Mark Rozowski, rosyjski reżyser teatralny, dramaturg i scenarzysta
  - Maciej Wierzyński, polski dziennikarz, publicysta
  - Aleksandra Zawieruszanka, polska aktorka
- 4 kwietnia:
  - Robert Bauman, amerykański polityk
  - Ja’akow Cur, izraelski polityk
  - Lajos Portisch, węgierski szachista
- 5 kwietnia:
  - Elżbieta Kępińska, polska aktorka
  - Colin Powell, amerykański generał, polityk (zm. 2021)
  - Andrzej Schinzel, polski matematyk (zm. 2021)
  - Guido Vildoso Calderón, boliwijski generał, polityk, prezydent Boliwii
  - Janusz Górnicki, polski koszykarz (zm. 1996)
- 6 kwietnia:
  - Uzzi Baram, izraelski socjolog, polityk
  - Karsten Friedrich Hoppenstedt, niemiecki lekarz weterynarii, samorządowiec, polityk, eurodeputowany
  - Edward Redwanz, polski generał brygady
  - Halina Suskiewicz, polska polityk
  - Billy Dee Williams, amerykański aktor i scenarzysta
- 7 kwietnia – Cornelius A. Smith, gubernator generalny Bahamów
- 8 kwietnia – Seymour Hersh, amerykański dziennikarz
- 9 kwietnia:
  - Gastone Simoni, włoski duchowny katolicki (zm. 2022)
  - Marek Walczewski, polski aktor (zm. 2009)
- 10 kwietnia – Bella Achmadulina, rosyjska poetka (zm. 2010)
- 11 kwietnia:
  - José María Arancibia, argentyński duchowny katolicki, arcybiskup Mendozy
  - Jill Gascoine, brytyjska aktorka, pisarka (zm. 2020)
  - Stanczo Kolew, bułgarski zapaśnik
- 12 kwietnia:
  - Marian Marzyński, polski reżyser i scenarzysta filmowy pochodzenia żydowskiego (zm. 2023)
  - Marian Smoczkiewicz, polski chirurg
  - Igor Wołk, rosyjski pilot-oblatywacz, kosmonauta (zm. 2017)
  - Jan Wrabec, polski architekt, historyk sztuki (zm. 2019)
- 13 kwietnia:
  - Edward Fox, brytyjski aktor
  - Ryszard Stachowski, polski psycholog
- 14 kwietnia:
  - Guy Bagnard, francuski duchowny katolicki, biskup Belley-Ars
  - Zdzisław Kurowski, polski polityk
  - Jan-Erik Lundqvist, szwedzki tenisista
  - Anna Rzeszut, polska działaczka kulturalna (zm. 2017)
- 15 kwietnia – Hussein el-Husseini, libański polityk
- 16 kwietnia:
  - Colette Flesch, luksemburska florecistka, działaczka sportowa, polityk
  - Dave Gambee, amerykański koszykarz
- 17 kwietnia – Ferdinand Piëch, austriacki przemysłowiec (zm. 2019)
- 18 kwietnia:
  - Joaquim Carvalho, portugalski piłkarz, bramkarz (zm. 2022)
  - Alojzy Gryt, polski rzeźbiarz, architekt
  - Robert Hooks, amerykański aktor
  - Jan Kaplický, czeski architekt (zm. 2009)
  - Natalia LL, polska artystka intermedialna, konceptualistka (zm. 2022)
  - E.P. Sanders, amerykański badacz Nowego Testamentu (zm. 2022)
  - Tatjana Szczełkanowa, rosyjska lekkoatletka, skoczkini w dal (zm. 2011)
- 19 kwietnia:
  - Joseph Estrada, polityk i aktor filipiński
  - Florian Pełka, polski jezuita (zm. 2019)
  - Branimir Šćepanović, serbski pisarz (zm. 2020)
  - Klaus Thunemann, niemiecki fagocista, pedagog
- 20 kwietnia:
  - Krystyna Rodowska, polska poetka, krytyk literacki, tłumaczka
  - Josef Stiegler, austriacki narciarz alpejski
  - George Takei, amerykański aktor pochodzenia japońskiego
- 21 kwietnia:
  - Krystyna Czuba, polska polityk
  - Józef Poklewski, polski historyk (zm. 2019)
- 22 kwietnia – Jack Nicholson, amerykański aktor
- 23 kwietnia:
  - Franco Gallo, włoski prawnik, polityk
  - Władimir Wieliczko, rosyjski polityk
- 24 kwietnia:
  - Reinhold Joest, niemiecki kierowca wyścigowy
  - Barbara Świątek-Żelazna, polska flecistka
- 25 kwietnia:
  - Toribio Ticona Porco, boliwijski duchowny katolicki, kardynał
  - Algis Uzdila, litewski poeta
- 26 kwietnia:
  - Jean-Pierre Beltoise, francuski kierowca i motocyklista wyścigowy (zm. 2015)
  - Aílton Corrêa Arruda, brazylijski piłkarz, bramkarz (zm. 2025[1])
  - Jan Pietrzak, polski kabareciarz, aktor, kompozytor, piosenkarz, felietonista
- 27 kwietnia:
  - Sandy Dennis, amerykańska aktorka (zm. 1992)
  - Tadeusz Krygowski, polski chemik
- 28 kwietnia:
  - Saddam Husajn, iracki polityk, były dyktator (stracony w 2006)
  - Giacomo Rizzolatti, włoski neurofizjolog
- 29 kwietnia
  - Lluís Martínez Sistach, hiszpański duchowny katolicki, arcybiskup Barcelony, kardynał
  - Anna Zbysława Praxmayer, polska rzeźbiarka
- 30 kwietnia:
  - Jonathan Moffett, irlandzki rugbysta
  - Cēzars Ozers, łotewski koszykarz (zm. 2023)
  - Janusz Sondel, polski prawnik (zm. 2017)
- 1 maja:
  - Stefania Hejmanowska, polska działaczka społeczna, polityk, senator RP (zm. 2014)
  - Jan Ludwiczak, działacz opozycji antykomunistycznej w PRL (zm. 2023)
  - Chazriet Sowmien, rosyjski polityk, prezydent Adygei
- 2 maja:
  - Innayya Chinna Addagatla, indyjski duchowny katolicki, biskup Srikakulam (zm. 2022)
  - Maria Sielicka-Gracka, polska lekarka
- 3 maja:
  - Hans Cieslarczyk, niemiecki piłkarz (zm. 2020)
  - Salvatore Giovanni Rinaldi, włoski duchowny katolicki, biskup Acerra
- 4 maja:
  - Ron Carter, amerykański kontrabasista jazzowy, kompozytor
  - Krzysztof Kalczyński, polski aktor (zm. 2019)
- 5 maja – Trần Đức Lương, wietnamski polityk, prezydent (zm. 2025)
- 6 maja:
  - Louis Besson, francuski polityk
  - Rubin Carter, czarnoskóry bokser wagi średniej, oskarżony o potrójne morderstwo i skazany na karę dożywocia podczas kontrowersyjnego procesu w 1967 roku (zm. 2014)
- 7 maja – Siarhiej Linh, białoruski agronom, polityk, premier Białorusi
- 8 maja:
  - Jerzy Hołowiecki, polski lekarz
  - Zygmunt Kowalik, polsko-amerykański fizyk morza
  - Thomas Pynchon, amerykański pisarz
  - Hanna Rek, polska piosenkarka (zm. 2020)
  - Tadeusz Wieczorek, polski aktor
  - Štefan Závacký, słowacki taternik, przewodnik tatrzański i ratownik górski
- 9 maja:
  - Sonny Curtis, amerykański piosenkarz
  - Rafael Moneo, hiszpański architekt
- 10 maja:
  - Issam Fares, libański przedsiębiorca, polityk
  - Emiko Miyamoto, japońska siatkarka (zm. 2023)
  - Tamara Press, radziecka lekkoatletka, kulomiotka (zm. 2021)
- 11 maja:
  - Dieter Grimm, niemiecki prawnik
  - Ewa Wawrzoń, polska aktorka (zm. 2021)
  - Zygmunt Zgraja, polski wirtuoz harmonijki ustnej
- 12 maja:
  - George Carlin, amerykański aktor, komik (zm. 2008)
  - Misha Defonseca, belgijska pisarka
  - Susan Hampshire, brytyjska aktorka
- 13 maja – Roger Zelazny, amerykański pisarz (zm. 1995)
- 14 maja:
  - Aulis Aarnio, fiński prawnik (zm. 2023)
  - Vic Flick, brytyjski gitarzysta, muzyk sesyjny, kompozytor (zm. 2024)
- 15 maja:
  - Madeleine Albright, amerykańska polityk, dyplomata pochodzenia żydowskiego i czeskiego (zm. 2022)
  - Manuel Astorga, chilijski piłkarz, bramkarz
  - Trini Lopez, amerykańsko-meksykański piosenkarz, gitarzysta (zm. 2020)
  - Jurij Sisikin, rosyjski florecista
- 16 maja:
  - Yvonne Craig, amerykańska aktorka, tancerka baletowa (zm. 2015)
  - Antonio Rattín, argentyński piłkarz, trener, polityk
  - Anthony Saidy, amerykański lekarz, szachista
  - Robert Wilson, amerykański ekonomista, laureat Nagrody Nobla
- 18 maja:
  - Andrzej Kern, polski adwokat, polityk, wicemarszałek Sejmu RP (zm. 2007)
  - Brooks Robinson, amerykański baseballista (zm. 2023)
  - Jacques Santer, polityk luksemburski, przewodniczący Komisji Europejskiej
  - Barbara Wachowicz, polska pisarka (zm. 2018)
- 19 maja:
  - Zygmunt Bielawski, polski aktor, dyrektor teatru (zm. 2006)
  - Vittorio Prodi, włoski fizyk, polityk (zm. 2023)
- 21 maja – Bronisław Wolanin, polski ceramik (zm. 2013)
- 22 maja
  - Guy Marchard, francuski piosenkarz, aktor filmowy i telewizyjny (zm. 2023)
  - Hubert Orłowski, polski germanista
- 23 maja:
  - Ilia Hans, niemiecka lekkoatletka, skoczkini wzwyż
  - Jerzy Kwiatek, polski geograf, leksykograf
  - Rupert Scholz, niemiecki polityk
  - William Weigand, amerykański duchowny katolicki, biskup Sacramento
- 24 maja:
  - Edward Budny, polski biegacz narciarski i trener
  - Janusz Małłek, polski historyk
  - Archie Shepp, afroamerykański muzyk
- 26 maja:
  - Alfredo Cattabiani, włoski publicysta, pisarz, wydawca i historyk religii, symbolista, tradycjonalista religijny i kulturowy (zm. 2003)
  - Władysław Gollob, polski konstruktor lotniczy, przedsiębiorca, działacz żużlowy
  - Mengystu Hajle Marjam, etiopski polityk, prezydent Etiopii
  - Raúl Páez, argentyński piłkarz
  - Livio Trapè, włoski kolarz szosowy
- 27 maja:
  - Andriej Bitow, rosyjski pisarz (zm. 2018)
  - Christopher Budd, brytyjski duchowny katolicki, biskup (zm. 2023)
  - Franciszek Grucza, polski językoznawca
- 29 maja:
  - Alois Kothgasser, austriacki duchowny katolicki (zm. 2024)
  - Irmin Schmidt, niemiecki muzyk i kompozytor
  - Alwin Schockemöhle, niemiecki jeździec
- 30 maja:
  - Hans de Boer, holenderski polityk i samorządowiec
  - Jacek Bojarski, polski chemik
  - Walter Hurley, amerykański duchowny katolicki
  - Armando Valladares, kubański poeta, prozaik, działacz społeczny, więzień polityczny
- 31 maja:
  - Radoje Kontić, czarnogórski polityk, premier Jugosławii
  - Mary O’Rourke, irlandzka nauczycielka, polityk (zm. 2024)
  - Robin Ramsay, australijski aktor
- 1 czerwca:
  - Morgan Freeman, amerykański aktor, reżyser filmowy
  - Maciej Koźmiński, polski historyk
  - Madis Laiv, estoński kierowca wyścigowy
  - Jisra’el Me’ir Lau, izraelski rabin, przewodniczący Jad Waszem
- 2 czerwca:
  - Blanka Danilewicz, polska dziennikarka, reporterka telewizyjna (zm. 2021)
  - Rosalyn Higgins, brytyjska prawnik, sędzia Międzynarodowego Trybunału Sprawiedliwości
  - Sally Kellerman, amerykańska aktorka, producentka filmowa (zm. 2022)
- 3 czerwca:
  - Bogusław Fornalczyk, polski kolarz szosowy
  - Leszek Hołdanowicz, polski grafik, plakacista, pedagog (zm. 2020)
  - Jean-Pierre Jaussaud, francuski kierowca (zm. 2021)
  - Grachan Moncur III, amerykański puzonista i kompozytor jazzowy (zm. 2022)
  - Robert Joseph Shaheen, amerykański duchowny katolicki (zm. 2017)
- 4 czerwca:
  - Freddy Fender, amerykański wokalista country pochodzenia meksykańskiego (zm. 2006)
  - Bogusław Gierajewski, polski lekkoatleta (zm. 2025)
- 5 czerwca:
  - Hélène Cixous, francuska filozof, pisarka, feministka
  - Anna Liana, polska entomolog, profesor nauk biologicznych (zm. 2021)
  - Faustino Sainz Muñoz, hiszpański duchowny katolicki, nuncjusz apostolski (zm. 2012)
- 6 czerwca – John MacIsaac, brytyjski lekkoatleta, sprinter
- 7 czerwca:
  - Neeme Järvi, amerykański dyrygent
  - Zdzisław Kudła, polski reżyser, scenarzysta, scenograf, twórca filmów animowanych
- 8 czerwca:
  - Bruce McCandless, amerykański astronauta (zm. 2017)
  - Antonio Napoletano, włoski duchowny katolicki (zm. 2019)
  - Jerzy Trojan, polski aktor, reżyser filmowy
- 9 czerwca – Giuliano Urbani, włoski polityk
- 10 czerwca – Luciana Paluzzi, włoska aktorka
- 11 czerwca:
  - Rino Marchesi, włoski piłkarz, trener
  - David Mumford, amerykański matematyk
  - Georgi Nikołow, bułgarski piłkarz
  - Henryk Paniec, polski działacz związkowy, poseł na Sejm RP (zm. 2018)
  - Robin Warren, australijski lekarz, laureat Nagrody Nobla (zm. 2024)
- 12 czerwca:
  - Joël de Rosnay, francuski biolog molekularny, informatyk, pisarz
  - Antoni Grabowski, polski rzeźbiarz, pedagog (zm. 2023)
- 13 czerwca:
  - Ałła Ioszpe, radziecka i rosyjska artystka estradowa (zm. 2021)
  - Raj Reddy, indyjski informatyk
  - Erich Ribbeck, niemiecki piłkarz, trener
  - Antonio Rada, kolumbijski piłkarz (zm. 2014)
- 14 czerwca – Jørgen Leth, duński reżyser
- 15 czerwca:
  - Curtis Cokes, amerykański bokser (zm. 2020)
  - Félix del Blanco Prieto, hiszpański duchowny katolicki, arcybiskup, nuncjusz apostolski (zm. 2021)
  - Anna Hazare, indyjski działacz społeczny
  - Waylon Jennings, amerykański piosenkarz muzyki country i gitarzysta (zm. 2002)
- 16 czerwca:
  - Heiko Braak, niemiecki anatom, patolog
  - Erich Segal, amerykański pisarz, scenarzysta filmowy, naukowiec pochodzenia żydowskiego (zm. 2010)
  - Symeon II, ostatni car i premier Bułgarii, prawnik, politolog
- 17 czerwca:
  - Ted Nelson, amerykański informatyk
  - Arthur Schmidt, amerykański montażysta filmowy (zm. 2023)
- 18 czerwca:
  - Del Harris, amerykański trener koszykówki
  - Jay Rockefeller, amerykański polityk, senator ze stanu Wirginia Zachodnia
  - Witalij Żołobow, radziecki pułkownik-inżynier, kosmonauta
- 19 czerwca:
  - Ernesto Contreras, argentyński kolarz (zm. 2020)
  - André Glucksmann, francuski pisarz i filozof żydowskiego pochodzenia (zm. 2015)
- 20 czerwca:
  - Ernle Haisley, jamajski lekkoatleta
  - Ran Kohen, izraelski polityk
  - Georgi Miłuszew, bułgarski generał major
  - Witold Szulc, polski historyk gospodarczy, bałkanista
- 22 czerwca: 
  - Chris Blackwell, brytyjski biznesmen i producent muzyczny
  - Chen Li-an, tajwański polityk
  - Grażyna Strumiłło-Miłosz, polska dziennikarka, pisarka, tłumaczka, współautorka przewodników turystycznych (zm. 2018)
- 23 czerwca:
  - Martti Ahtisaari, fiński polityk, dyplomata ONZ, prezydent Finlandii, laureat Nagrody Nobla (zm. 2023)
  - Andrzej Wasylewski, polski reżyser i scenarzysta
- 24 czerwca:
  - Erazm Ciołek, polski fotografik, fotoreporter (zm. 2012)
  - Chryzant (Czepil), rosyjski duchowny prawosławny, metropolita wiacki i słobodzki (zm. 2011)
  - Anita Desai, indyjska pisarka
  - Jerzy Kiwerski, polski lekarz ortopeda, profesor nauk medycznych (zm. 2024)
- 25 czerwca:
  - Nawwaf al-Ahmad al-Dżabir as-Sabah, emir Kuwejtu (zm. 2023)
  - Ben Fayot, luksemburski polityk
  - Stanisław Majorek, polski trener piłki ręcznej
  - Keizō Obuchi, japoński polityk, premier Japonii (zm. 2000)
  - Gerald Wiesner, kanadyjski duchowny katolicki, biskup Prince George
  - Baron Wolman, amerykański fotograf (zm. 2020)
- 26 czerwca:
  - Marian Banasiewicz, polski rzeźbiarz
  - Ignacy Ryszard Danka, polski filolog klasyczny
  - Jerzy Eysymontt, polski ekonomista, polityk, poseł na Sejm RP (zm. 2005)
  - Robert C. Richardson, amerykański fizyk, laureat Nagrody Nobla (zm. 2013)
- 27 czerwca:
  - Joseph Allen, amerykański fizyk, pilot, astronauta
  - Alona Frankel, izraelska pisarka, ilustratorka
  - Kirkpatrick Sale, amerykański myśliciel, pisarz, działacz ekologiczny
- 28 czerwca:
  - Romano Sgheiz, włoski wioślarz
  - Jeorjos Zaimis, grecki żeglarz sportowy (zm. 2020)
- 29 czerwca:
  - Ja’ir Nosowski, izraelski piłkarz, bramkarz
  - Stanisław Olas, polski prawnik, polityk, poseł na Sejm RP, wicemarszałek województwa łódzkiego (zm. 2012)
  - Ewa Maria Pracht, kanadyjska jeźdźczyni sportowa pochodzenia niemieckiego (zm. 2021)
- 30 czerwca:
  - Anastasija Dimitrowa-Moser, bułgarska romanistka i polityk
  - Michael von Biel, niemiecki kompozytor
  - Giovanni Battista Morandini, włoski duchowny katolicki (zm. 2024)
  - Hiltrud Kier, austriacka historyk
- 1 lipca:
  - Emilio Gabaglio, włoski nauczyciel, związkowiec, polityk (zm. 2024)
  - Marek Koter, polski geograf
  - Krzysztof Rau, polski aktor i reżyser teatrów lalkowych, profesor sztuk teatralnych (zm. 2022)
- 3 lipca:
  - Bjarne Ansbøl, duński zapaśnik
  - Kalina Bartnicka, polska historyk oświaty i nauki
  - Jerzy Obłamski, polski reżyser i scenarzysta filmów dokumentalnych i fabularnych
  - Tom Stoppard, brytyjski dramaturg, scenarzysta filmowy pochodzenia czesko-żydowskiego
  - Leo Wickihalder, szwajcarski kolarz torowy (zm. 2008)
- 4 lipca:
  - Gene Brewer, amerykański pisarz science-fiction
  - Gunther Holtorf, niemiecki podróżnik (zm. 2021)
  - Thomas Nagel, amerykański filozof
  - Richard Rhodes, amerykański historyk, dziennikarz i publicysta
  - Sonja Haraldsen, żona króla Norwegii Haralda V, królowa Norwegii
  - Bogdan Wojtuś, polski biskup katolicki (zm. 2020)
- 5 lipca:
  - Jan Andrzej Kłoczowski, dominikanin (zm. 2025)
  - Jan Kudra, polski kolarz (zm. 2023)
- 6 lipca:
  - Władimir Aszkenazi (ros. Владимир Давидович Ашкенази), rosyjski pianista i dyrygent
  - Ned Beatty, amerykański aktor (zm. 2021)
- 7 lipca:
  - Tung Chee Hwa, szef władz wykonawczych Specjalnego Regionu Administracyjnego ChRL (Hongkong)
  - Héctor González, kolumbijski piłkarz (zm. 2015)
  - Nelson Kuhn, kanadyjski wioślarz
- 8 lipca – Kazimiera Goławska, polska działaczka samorządowa
- 9 lipca:
  - Roberto Gervaso, włoski dziennikarz, pisarz (zm. 2020)
  - David Hockney, angielski malarz, rysownik, grafik, fotograf oraz scenograf
  - Barry Howard, brytyjski aktor (zm. 2016)
  - Bill Kini, nowozelandzki bokser, rugbysta (zm. 2012)
  - Josef Vacenovský, czeski piłkarz (zm. 2023)
  - Franz Vorrath, niemiecki duchowny rzymskokatolicki, biskup pomocniczy Essen (zm. 2022)
- 11 lipca – Bai Xianyong, chiński pisarz
- 12 lipca:
  - Bill Cosby, amerykański aktor, komik, producent telewizyjny, muzyk, kompozytor, aktywista społeczny
  - Lionel Jospin, francuski polityk, premier Francji
  - Fritz Kehl, szwajcarski piłkarz
  - Michel Louvain, kanadyjski piosenkarz (zm. 2021)
  - Alina Szostak-Grabowska, polska koszykarka (zm. 2015)
- 13 lipca – Neżdet Zalew, bułgarski zapaśnik (zm. 2011)
- 14 lipca:
  - Bolesław Jabłoński, polski ornitolog
  - Teresa Lipowska, polska aktorka
  - Yoshirō Mori, japoński polityk, premier Japonii
- 15 lipca:
  - Matthew Clark, amerykański duchowny katolicki, biskup Rochester (zm. 2023)
  - Henryk Szymczak, polski fizyk
- 16 lipca:
  - Richard Bryan, amerykański polityk, senator ze stanu Nevada
  - Wacław Liskiewicz, polski inżynier budowy okrętów
  - Wlamir Marques, brazylijski koszykarz (zm. 2025)
  - Ada Rohowcewa, ukraińska aktorka
- 17 lipca – Stanisław Tym, polski aktor, satyryk, reżyser (zm. 2024)
- 18 lipca:
  - Jacek Fedorowicz, polski aktor, satyryk
  - Roald Hoffmann, amerykański chemik pochodzenia polsko-żydowskiego, laureat Nagrody Nobla
  - Benito Marczuk, polski malarz, rzeźbiarz, fotograf, [[projektant mody]] (zm. 2018)
  - Hunter S. Thompson, amerykański pisarz, dziennikarz (zm. 2005)
- 20 lipca:
  - Czesław Deptuła, polski historyk (zm. 2024)
  - Ken Ogata, japoński aktor (zm. 2008)
- 21 lipca:
  - Zygmunt Andrzej Heinrich, polski taternik, himalaista (zm. 1989)
  - Wiktor Mamatow, radziecki biathlonista (zm. 2023)
  - Barry Thomas, nowozelandzki rugbysta, trener i działacz sportowy (zm. 2018)
- 22 lipca:
  - Adrienne Hill, brytyjska aktorka (zm. 1997)
  - Karol Daniel Kadłubiec, polski etnograf i historyk sztuki
  - Oleg Szenin, rosyjski polityk (zm. 2009)
- 23 lipca:
  - Zofia Bobowicz, polska tłumaczka
  - Tadeusz Bujar, polski hokeista, trener (zm. 2021)
- 24 lipca – George Young, amerykański lekkoatleta, długodystansowiec (zm. 2022)
- 25 lipca:
  - Krystyna Loska, polska spikerka i prezenterka telewizyjna
  - Colin Renfrew, brytyjski archeolog (zm. 2024)
- 26 lipca:
  - Bogdan Berliński, polski żużlowiec (zm. 2022)
  - Boris Cyrulnik, francuski neurolog, psychiatra pochodzenia żydowskiego
  - Clifton Jones, brytyjski aktor (zm. 2025)
  - Ercole Spada, włoski projektant samochodów (zm. 2025)
- 27 lipca:
  - Anna Dawson, brytyjska aktorka komediowa
  - Don Galloway, amerykański aktor (zm. 2009)
- 28 lipca – Francis Veber, francuski reżyser
- 29 lipca
  - Daniel McFadden, ekonomista amerykański, laureat Nagrody Nobla
  - Eugeniusz Patyk, polski polityk, senator RP (zm. 2023)
- 30 lipca:
  - Jozef Mlacek, słowacki językoznawca
  - Adam Wędrychowicz, polski lekarz, polityk, poseł na Sejm RP (zm. 2023)
- 31 lipca:
  - Olof Johansson, szwedzki polityk
  - Edyta Piecha, rosyjska piosenkarka
- 1 sierpnia:
  - Alfonse D’Amato, amerykański prawnik, polityk, senator ze stanu Nowy Jork
  - Maria Trzcińska-Fajfrowska, polska lekarka, polityk, poseł na Sejm RP (zm. 1994)
  - Oleg Winogradow, rosyjski choreograf
- 2 sierpnia:
  - Zofia Czyżyńska, polska poetka i nauczycielka
  - Andrzej Gaberle, polski profesor nauk prawnych, kryminolog, polityk, poseł na Sejm RP (zm. 2012)
  - Garth Hudson, kanadyjski muzyk, członek zespołu The Band (zm. 2025)
  - Jarmo Jääskeläinen, fiński dziennikarz, reżyser i producent filmów dokumentalnych (zm. 2022)
  - Gundula Janowitz, austriacka śpiewaczka operowa (sopran liryczny)
  - Jacob Oudkerk, holenderski kolarz torowy i szosowy (zm. 2024)
- 3 sierpnia:
  - Steven Berkoff, brytyjski aktor
  - Roland Burris, amerykański polityk, senator ze stanu Illinois
  - Andrés Gimeno, tenisista hiszpański (zm. 2019)
  - Josef Haas, szwajcarski biegacz narciarski (zm. 2024)
  - Stanisław Kocot, polski piłkarz, trener (zm. 2024)
  - Małgorzata Prażmowska, polska aktorka (zm. 2021)
  - Walerij Sajkin, radziecki i rosyjski działacz gospodarczy, polityk (zm. 2024)
- 4 sierpnia:
  - Yvonne Reynders, belgijska kolarka torowa i szosowa
  - John Tormey, amerykański aktor (zm. 2022)
- 5 sierpnia:
  - James Carlisle, polityk z Antigui i Barbudy, gubernator generalny
  - Manuel Pinto da Costa, polityk z Wysp Świętego Tomasza i Książęcej, prezydent
- 6 sierpnia:
  - Charlie Haden, amerykański kontrabasista jazzowy (zm. 2014)
  - Barbara Windsor, brytyjska aktorka (zm. 2020)
- 8 sierpnia:
  - Italo Galbiati, włoski trener piłkarski (zm. 2023)
  - Dustin Hoffman, amerykański aktor, reżyser i producent filmowy pochodzenia żydowskiego
  - Jacek Spławiński, polski lekarz (zm. 2021)
- 9 sierpnia:
  - Irena Kownas, polska aktorka
  - Renato Longo, włoski kolarz przełajowy, szosowy i torowy (zm. 2023)
  - Włodzimierz Pianka, polski językoznawca, macedonista (zm. 2022)
- 10 sierpnia:
  - Anna Bukowska, polska prawnik, poseł na Sejm PRL (zm. 2012)
  - Hikmet Çetin, turecki polityk
  - Lucinda Williams, amerykańska lekkoatletka, sprinterka
  - Valerie Young, nowozelandzka lekkoatletka, dyskobolka i kulomiotka
- 11 sierpnia:
  - Stefan Jakobielski, polski historyk, archeolog, filolog, epigrafik (zm. 2024)
  - Dieter Kemper, niemiecki kolarz szosowy i torowy (zm. 2018)
  - Anna Massey, brytyjska aktorka (zm. 2011)
  - Rudolf Tomášek, czeski lekkoatleta, tyczkarz
- 12 sierpnia – Herman De Croo, belgijski prawnik, polityk
- 15 sierpnia:
  - Edward Frankowski, polski duchowny katolicki
  - Živko Radišić, bośniacki polityk (zm. 2021)
  - Boungnang Vorachith, laotański polityk
- 16 sierpnia – Lorraine Gary, brytyjska aktorka
- 17 sierpnia:
  - Przemysław Busse, polski ornitolog
  - Andrzej Czechowicz, polski agent wywiadu
  - Marek Dąbrowski, polski aktor
  - Michael Fitzgerald, brytyjski duchowny katolicki, kardynał
  - Spiros Fokas, grecki aktor (zm. 2023)
  - Jewgienij Iljin, rosyjski pułkownik służby medycznej, kosmonauta
  - Paul Walsh, amerykański duchowny katolicki, biskup Rockville Centre (zm. 2014)
- 18 sierpnia:
  - Edward Stachura, polski poeta, prozaik, pieśniarz, tłumacz (zm. 1979)
  - Mark Topallaj, albański aktor, reżyser filmowy
- 19 sierpnia:
  - Augustín Maťovčík, słowacki historyk literatury
  - Ewaryst Waligórski, polski ekonomista, polityk, minister transportu i gospodarki morskiej
- 20 sierpnia:
  - Bernard Aluchna, polski pływak
  - Uzakbaj Karamanow, kazachski i radziecki polityk (zm. 2017)
  - Andriej Konczałowski, rosyjski reżyser i scenarzysta filmowy
  - Aleksandra Leliwa-Kopystyńska, polska fizyk atomowa (zm. 2023)
  - Georg Thoma, niemiecki dwuboista klasyczny
- 21 sierpnia:
  - Luka Bebić, chorwacki agronom, polityk
  - Donald Dewar, szkocki polityk, pierwszy minister Szkocji (zm. 2000)
  - Gustavo Noboa, ekwadorski prawnik, polityk, prezydent Ekwadoru (zm. 2021)
  - Robert Stone, amerykański pisarz (zm. 2015)
- 22 sierpnia:
  - Rifat al-Asad, syryjski generał major, polityk
  - Francesco Musso, włoski bokser
- 23 sierpnia – Ewa Thompson, polsko-amerykańska literaturoznawczyni
- 24 sierpnia:
  - Ryszard Dyllus, ksiądz rzymskokatolicki, dziekan dekanatu chorzowskiego, wykładowca akademicki (zm. 1987)
  - George Kerr, szkocki judoka
- 25 sierpnia:
  - Zygmunt Reklewski, polski profesor nauk rolniczych
  - Lones Wigger, amerykański strzelec sportowy (zm. 2017)
- 26 sierpnia – Stanisław Mossakowski, polski historyk sztuki
- 27 sierpnia:
  - Alice Coltrane, amerykańska pianistka, harfistka, kompozytorka (zm. 2007)
  - Iwaniczka Georgiewa, bułgarska historyk, etnolog
  - Tommy Sands, amerykański aktor, piosenkarz
  - Jay Silvester, amerykański lekkoatleta, dyskobol
- 28 sierpnia – Tony Marchant, australijski kolarz
- 29 sierpnia:
  - James Florio, amerykański prawnik, polityk (zm. 2022)
  - Marek Jaworski, polski dziennikarz, pisarz, publicysta
  - Luís Valente de Oliveira, portugalski inżynier, wykładowca akademicki, polityk
- 30 sierpnia:
  - Franck Borotra, francuski inżynier, samorządowiec, polityk
  - Domenico De Lillo, włoski kolarz torowy
  - Bruce McLaren, nowozelandzki inżynier, kierowca wyścigowy (zm. 1970)
- 31 sierpnia – Tadeusz Żółtek, polski szachista, trener
- 1 września:
  - Ilja Datunaszwili, gruziński piłkarz (zm. 2022)
  - Francisco Pinto Balsemão, portugalski dziennikarz, przedsiębiorca, polityk, premier Portugalii
- 2 września:
  - Willi Giesemann, niemiecki piłkarz (zm. 2024)
  - Monika Taubitz, pochodząca ze Śląska niemiecka poetka i pisarka
  - Peter Ueberroth, amerykański działacz sportowy
- 4 września:
  - Khagen Das, indyjski polityk (zm. 2018)
  - Dawn Fraser, australijska pływaczka
  - Janusz Przybylski, polski malarz i grafik (zm. 1998)
- 5 września:
  - Antonio Angelillo, argentyńsko-włoski piłkarz, trener (zm. 2018)
  - William Devane, amerykański aktor, reżyser i scenarzysta filmowy
  - Zygmunt Flis, polski poeta (zm. 2023)
- 6 września:
  - Jerzy Bińczycki, polski aktor (zm. 1998)
  - Janusz Kurczab, polski szermierz, taternik, alpinista, publicysta (zm. 2015)
  - Wojciech Kwiatkowski, polski geodeta, inżynier, polityk, poseł na Sejm RP (zm. 2019)
  - Irina Sołowjowa, radziecka kosmonautka
- 7 września:
  - Erwin Josef Ender, niemiecki arcybiskup, nuncjusz apostolski w Niemczech (zm. 2022)
  - Oleg Łobow, rosyjski polityk (zm. 2018)
  - Edward Rogala, polski generał
- 8 września:
  - Michał Marian Grzybowski, polski duchowny katolicki, historyk Kościoła (zm. 2023)
  - Edna Adan Ismail, somalilandzka polityczka
  - Josef Panáček, czeski strzelec sportowy (zm. 2022)
- 10 września:
  - Jared Diamond, amerykański biolog
  - Refa’el Ederi, izraelski polityk (zm. 2024)
- 11 września:
  - Robert Crippen, amerykański astronauta
  - Iosif Kobzon, rosyjski piosenkarz i pedagog (zm. 2018)
  - Paola Ruffo di Calabria, królowa Belgii
  - Tomas Venclova, litewski poeta, eseista, publicysta, badacz i tłumacz literatury pięknej
- 12 września:
  - George Chuvalo, kanadyjski bokser
  - Jacek Dworski, polski rzeźbiarz
  - Henri Lopès, kongijski pisarz dyplomata, polityk (zm. 2023)
- 13 września:
  - Don Bluth, amerykański reżyser
  - Gene Guarilia, amerykański koszykarz (zm. 2016)
- 14 września – Renzo Piano, włoski architekt, laureat Nagrody Pritzkera
- 15 września:
  - Robert Emerson Lucas, ekonomista amerykański, laureat Nagrody Nobla (zm. 2023)
  - Józef Puglisi, włoski duchowny katolicki, błogosławiony (zm. 1993)
  - Wiktor Romanow, rosyjski kolarz
  - Fernando de la Rúa, argentyński polityk, prezydent Argentyny (zm. 2019)
- 16 września – Aleksandr Miedwied, radziecki zapaśnik (zm. 2024)
- 17 września:
  - Orlando Cepeda, portorykański baseballista (zm. 2024)
  - Franciszek Gajb, polski pianista ,pedagog muzyczny ,prof.sztuk muzycznych (zm. 2006)
  - Urszula Mazurek, polska harfistka
- 18 września:
  - Frank Tracy Griswold, amerykański duchowny anglikański, biskup Chicago i prymas Kościoła Episkopalnego w Stanach Zjednoczonych (zm. 2023)
  - George Martin, hiszpański aktor, reżyser, scenarzysta i producent filmowy (zm. 2021)
- 20 września: 
  - Birgitta Dahl, szwedzka polityk (zm. 2024)
  - Stefan Siczek, polski duchowny katolicki, biskup pomocniczy radomski (zm. 2012)
- 21 września:
  - Denis Browne, nowozelandzki duchowny katolicki, biskup Rarotonga, Hamilton i Auckland (zm. 2024)
  - Michel Stievenard, francuski piłkarz
- 22 września – Marian Gołębiewski, polski arcybiskup katolicki (zm. 2024)
- 23 września:
  - Lorraine Coghlan, australijska tenisistka
  - Jacques Poulin, kanadyjski pisarz
  - Włodzimierz Łęcki, polski inżynier, polityk, wojewoda poznański, senator RP
  - Jan Karwowski, polski ekonomista (zm. 2021)
- 24 września:
  - Helga Hoffmann, niemiecka wszechstronna lekkoatletka
  - Juliusz Loranc, polski pianista, kompozytor (zm. 2016)
- 25 września – Kyösti Toivonen, fiński menedżer, polityk
- 26 września – Anna Wróblówna, polska aktorka
- 27 września:
  - Wasyl Durdyneć, ukraiński polityk
  - Jerzy Jastrzębowski, polski działacz opozycyjny (zm. 2022)
  - José Sacristán, hiszpański aktor
- 28 września:
  - Heinz Hornig, niemiecki piłkarz
  - Bob Schul, amerykański lekkoatleta, długodystansowiec (zm. 2024)
  - Jo Yŏn Jun, północnokoreański polityk
- 29 września:
  - Antonio Bailetti, włoski kolarz szosowy
  - Kōichirō Matsuura, japoński dyplomata
- 30 września:
  - Jurek Becker, niemiecki pisarz (zm. 1997)
  - Gary Hocking, rodezyjski kierowca motocyklowy i wyścigowy (zm. 1962)
  - Wałentyn Sylwestrow, ukraiński kompozytor
- 1 października:
  - Matthew Carter, brytyjski projektant krojów pisma
  - Hedy d’Ancona, holenderska socjolog, feministka, polityk
  - Peter Stein, niemiecki reżyser teatralny i operowy
  - Ryszard Szafirski, polski wspinacz, ratownik górski (zm. 2016)
- 2 października:
  - Krystyna Mrugalska, polska pedagog i działaczka społeczna (zm. 2024)
  - Daniel Francis Walsh, amerykański duchowny katolicki, biskup Santa Rosa
- 3 października – Wolfgang Nußbaumer, austriacki przedsiębiorca, polityk
- 4 października:
  - Jackie Collins, brytyjska pisarka (zm. 2015)
  - Wojciech Łazarek, polski trener piłkarski (zm. 2023)
  - Urszula Trawińska-Moroz, polska śpiewaczka operowa (sopran) (zm. 2025)
  - Franz Vranitzky, austriacki ekonomista i polityk
- 5 października – Ollan Cassell, amerykański lekkoatleta
- 6 października:
  - Mario Capecchi, amerykański genetyk pochodzenia włoskiego, laureat Nagrody Nobla
  - Ivo Daneu, słoweński koszykarz, trener
- 7 października – Maria Szyszkowska, filozof, polska działaczka polityczna
- 9 października:
  - Georgijs Gusarenko, łotewski piłkarz, trener
  - Andrzej Targowski, polsko-amerykański informatyk, wykładowca akademicki
  - Peter Zbinden, szwajcarski kierowca wyścigowy
- 10 października – Henry Mansell, amerykański duchowny katolicki
- 11 października:
  - Bobby Charlton, angielski piłkarz (zm. 2023)
  - Ron Leibman, amerykański aktor (zm. 2019)
- 12 października:
  - Stepan Chmara, ukraiński polityk (zm. 2024)
  - Zdzisław Kieszkowski, polski samorządowiec, senator RP
  - Per Kristoffersen, norweski piłkarz (zm. 2023)
- 13 października:
  - Edward Balcerzan, polski prozaik, poeta, krytyk literacki
  - Sami Frey, francuski aktor, komik pochodzenia polsko-żydowskiego
  - Jan Jagielski, polski działacz społeczny (zm. 2021)
  - Rudolf Seiters, niemiecki prawnik, polityk
  - Loris Tjeknavorian, irański kompozytor i dyrygent pochodzenia ormiańskiego
- 14 października:
  - Bandzragczijn Dzunduj, mongolski biegacz narciarski, olimpijczyk
  - Roman Greń, polski polityk
- 15 października:
  - Marek Kępiński, polski aktor
  - Tatjana Tałyszewa, rosyjska lekkoatletka
- 16 października:
  - Alicja Boniuszko, polska tancerka (zm. 2019)
  - László Kemenes Géfin, węgierski prozaik, poeta (zm. 2022)
- 17 października:
  - Muho Asllani, albański polityk
  - Helena Macher, polska saneczkarka
- 18 października:
  - Catarina Ligendza, szwedzka śpiewaczka operowa
  - Wołodymyr Łukjanenko, radziecki polityk
  - Günther Seiffert, niemiecki kierowca wyścigowy (zm. 2020)
- 19 października – Teresa Ciepły, polska lekkoatletka, trzykrotna medalistka olimpijska, rekordzistka świata i Europy (zm. 2006)
- 20 października: 
  - Wanda Jackson, amerykańska piosenkarka
  - Tadeusz Żyznowski, polski prawnik
- 21 października:
  - Joseph Latino, amerykański duchowny katolicki (zm. 2021)
  - Vittorio Luigi Mondello, włoski duchowny katolicki
- 22 października:
  - Ichak Adizes, amerykańsko-izraelski konsultant biznesowy
  - Stanisław Waszczyński, polski duchowny katolicki (zm. 2023)
- 23 października:
  - Tadeusz Bartos, polski polityk, senator RP (zm. 2012)
  - Jean-Pierre Cot, francuski polityk
- 25 października:
  - Ignacio Carrasco de Paula, hiszpański duchowny katolicki, biskup, urzędnik watykański
  - Jozef Jankech, słowacki trener piłkarski
  - Sylwester Kaczyński, polski bokser (zm. 2025)
  - Zofia Klimonda, polska archeolożka, antykwariuszka i działaczka antykomunistyczna (zm. 2002)[2][3]
  - Dhorkë Orgocka, albańska aktorka (zm. 2002)
- 26 października:
  - Wanda Czubernatowa, polska poetka ludowa
  - Ryszard Michalski, polski historyk, politolog
  - Mario Paciello, włoski duchowny rzymskokatolicki
- 27 października:
  - Eugen Ekman, fiński gimnastyk
  - Michaił Mustygin, rosyjski piłkarz, trener (zm. 2023)
- 28 października:
  - Graham Bond, brytyjski muzyk, członek zespołu Graham Bond Organisation (zm. 1974)
  - Marcian Hoff, amerykański informatyk
  - Barry Seal, brytyjski polityk
  - Andrzej Szmilichowski, polski poeta i publicysta, wokalista zespołów Rhythm and Blues oraz Czerwono-Czarni
  - Lenny Wilkens, amerykański koszykarz, trener
- 29 października:
  - Bierta Kołokolcewa, rosyjska łyżwiarka szybka
  - Łucja Noworyta, polska lekkoatletka (zm. 2022)
  - Alan Peacock, angielski piłkarz
- 30 października:
  - John Dunne, amerykański duchowny katolicki
  - Claude Lelouch, francuski reżyser
- 31 października:
  - Melvin Pender, amerykański lekkoatleta, sprinter
  - Dieter Seebach, niemiecki chemik
- 1 listopada – David Harris, brytyjski polityk i samorządowiec
- 2 listopada:
  - Barbara Borys-Damięcka, polska reżyserka teatralna i telewizyjna, polityk, senator RP (zm. 2023)
  - Aloys Jousten, belgijski duchowny katolicki, biskup Liège (zm. 2021)
- 3 listopada – Konstanty Ciciszwili, polski scenarzysta, reżyser teatralny i filmowy pochodzenia żydowsko-gruzińskiego (zm. 2024)
- 4 listopada:
  - Em Bryant, amerykański koszykarz
  - Halina Krzyżańska, polska lekkoatletka
  - Loretta Swit, amerykańska aktorka (zm. 2025)
- 5 listopada – Harris Yulin, amerykański aktor (zm. 2025)
- 6 listopada:
  - Wadim Bakatin, rosyjski polityk, szef KGB (zm. 2022)
  - Alena Hiltscherová, czeska lekkoatletka, płotkarka i sprinterka
  - Carlo Liberati, włoski duchowny katolicki, prałat terytorialny Pompei
  - Joe Warfield, amerykański aktor, reżyser teatralny, pedagog (zm. 2022)
- 7 listopada – Alberto Maria Careggio, włoski duchowny katolicki, biskup Ventimiglia-San Remo
- 8 listopada:
  - Peter Brabrook, angielski piłkarz (zm. 2016)
  - Virgilijus Čepaitis, litewski wydawca, tłumacz, polityk
  - Jan Kociniak, polski aktor (zm. 2007)
- 9 listopada:
  - Roger McGough, brytyjski poeta
  - Maciej Prus, polski reżyser teatralny, aktor (zm. 2023)
- 10 listopada: 
  - Albert Hall, amerykański aktor
  - Zdzisław Piernik, polski tubista
- 11 listopada – German (Timofiejew), rosyjski duchowny katolicki
- 12 listopada – Richard Truly, amerykański astronauta (zm. 2024)
- 13 listopada:
  - Adam Holender, polski operator i reżyser filmowy
  - Sepp Lichtenegger, austriacki skoczek narciarski
  - Stanisław Oślizło, polski piłkarz
  - Lazar Radović, czarnogórski piłkarz
- 14 listopada – Vittorio Adorni, włoski kolarz szosowy (zm. 2022)
- 15 listopada:
  - Carl Bertelsen, piłkarz duński (zm. 2019)
  - Yaphet Kotto, amerykański aktor pochodzenia kameruńskiego (zm. 2021)
  - Barbara Schmidbauer, niemiecka polityk
  - Ron Yeats, szkocki piłkarz, trener (zm. 2024)
- 16 listopada – Krystyna Starczewska, polska polonistka, filozof, etyk i pedagog
- 20 listopada – René Kollo, niemiecki śpiewak operowy
- 21 listopada:
  - Bernard Bot, holenderski prawnik, dyplomata, polityk
  - Ferenc Kósa, węgierski reżyser i scenarzysta filmowy (zm. 2018)
  - Marlo Thomas, amerykańska aktorka, producentka filmowa
- 22 listopada:
  - Leon Hirszman, brazylijski reżyser (zm. 1987)
  - Edward Hulewicz, polski piosenkarz (zm. 2022)
  - Zenon Jankowski, polski pilot wojskowy
  - Nikołaj Kapustin, rosyjski pianista i kompozytor jazzowy (zm. 2020)
  - Giuseppe Verucchi, włoski duchowny katolicki, arcybiskup (zm. 2025)
- 23 listopada:
  - Karl Mildenberger, niemiecki bokser (zm. 2018)
  - Karol Modzelewski, polski historyk, działacz polityczny (zm. 2019)
  - Richie Adubato, amerykański trener koszykarski
- 24 listopada:
  - Ludwik Bernacki, polski inżynier
  - Otto Pfister, niemiecki piłkarz, trener
- 25 listopada:
  - Serykbołsyn Äbdyldin, kazachski polityk, działacz komunistyczny (zm. 2020)
  - Kazimieras Antanavičius, litewski inżynier, polityk (zm. 1998)
  - Roman Landowski, polski poeta, prozaik, publicysta, regionalista kociewski (zm. 2007)
  - Ole Sørensen, duński piłkarz (zm. 2015)
  - Gerhard Sperling, niemiecki lekkoatleta, chodziarz
  - Alberto Valentini, chilijski piłkarz (zm. 2009)
  - Teresa Znamierowska, polska chemik, wykładowczyni akademicka (zm. 2022)
- 26 listopada:
  - Boris Jegorow (ros. Борис Борисович Егоров), radziecki kosmonauta (zm. 1994)
  - Léo Lacroix, francuski narciarz
  - John Moore, brytyjski polityk (zm. 2019)
  - Andrzej Zieliński, polski polityk, minister kultury
- 27 listopada:
  - Rodney Bewes, brytyjski aktor (zm. 2017)
  - Cezary Kuleszyński, polski lekkoatleta, płotkarz (zm. 2011)
- 28 listopada:
  - Stanisław Mańkowski, polski inżynier (zm. 2018)
  - Wilbur Ross, amerykański inwestor
- 29 listopada – Franco De Piccoli, włoski bokser
- 30 listopada:
  - Jesús del Muro, meksykański piłkarz (zm. 2022)
  - Frank Ifield, brytyjski piosenkarz (zm. 2024)
  - Ridley Scott, brytyjski reżyser
  - Dragoslav Šekularac, serbski piłkarz, trener (zm. 2019)
  - Monica Nielsen, szwedzka aktorka (zm. 2025)
- 1 grudnia – Vaira Vīķe-Freiberga, łotewska polityk, prezydent Łotwy
- 2 grudnia – Brian Lumley, angielski pisarz (zm. 2024)
- 3 grudnia:
  - Carl de Boor, niemiecko-amerykański matematyk
  - Hipolit Jan Lipiński, polski franciszkanin, teolog
  - John F. Seymour, amerykański polityk
- 4 grudnia:
  - Max Baer Jr., amerykański aktor, reżyser, scenarzysta i producent filmowy i telewizyjny
  - Lois Jackman, australijska lekkoatletka
  - Walentin Kupcow, radziecki i rosyjski polityk
  - Donnelly Rhodes, kanadyjski aktor (zm. 2018)
- 5 grudnia – Guy Thomazeau, francuski duchowny katolicki
- 7 grudnia:
  - Thad Cochran, amerykański polityk, senator ze stanu Missisipi (zm. 2019)
  - Kenneth Colley, brytyjski aktor (zm. 2025)
  - Larry Hankin(inne języki), amerykański aktor
  - Marian Mikołajczyk, polski chemik
  - Paweł Trybalski, polski malarz (zm. 2023)
  - Trajko Rajković, serbski koszykarz (zm. 1970)
- 8 grudnia:
  - Giorgio Benvenuto, włoski związkowiec, polityk
  - Zdzisław Marian Gasz, polski geograf
- 10 grudnia – Karel Schwarzenberg, działacz ruchu obrony praw człowieka, minister spraw zagranicznych Czech (zm. 2023)
- 11 grudnia:
  - Sokrat Dżindżolia, abchaski dziennikarz, polityk, premier Abchazji
  - Oscar López, argentyński piłkarz, trener
- 12 grudnia:
  - Roberto Benzi, francuski dyrygent
  - Connie Francis, amerykańska piosenkarka
  - Michael Jeffery, australijski działacz państwowy (zm. 2020)
  - Joop van Oosterom, holenderski szachista (zm. 2016)
- 14 grudnia – Andrij Chimicz, ukraiński kajakarz, kanadyjkarz
- 15 grudnia:
  - Renate Heinisch, niemiecka farmaceutka, polityk
  - Roman Lentner, polski piłkarz, trener (zm. 2023)
- 16 grudnia
  - Iwan Dejanow, bułgarski piłkarz, bramkarz (zm. 2018)
  - Edward Ruscha, amerykański artysta
- 18 grudnia:
  - Zbigniew Machaliński, polski historyk
  - Janusz Onyszkiewicz, polski matematyk, wspinacz, speleolog, polityk, poseł na Sejm RP, eurodeputowany, minister obrony narodowej
- 19 grudnia:
  - Osvaldas Balakauskas, litewski kompozytor
  - Barry Mazur, amerykański matematyk
  - Albert Moses, brytyjski aktor, reżyser i producent telewizyjny (zm. 2017)
  - Miłczo Lewiew, bułgarski pianista i kompozytor jazzowy (zm. 2019)
- 20 grudnia:
  - Myrna Bustani, libańska przedsiębiorczyni i polityczka
  - Bohdan Mazurek, polski kompozytor, reżyser dźwięku, pedagog (zm. 2014)
  - Andrzej Otrębski, polski pisarz
- 21 grudnia:
  - Jane Fonda, amerykańska aktorka
  - Dawid Lewi, izraelski polityk (zm. 2024)
  - Slavko Šantić, bośniacki dziennikarz
  - Czesława Stopka, polska biegaczka narciarska (zm. 2021)
- 22 grudnia:
  - Bill Lipinski, amerykański polityk pochodzenia polskiego
  - Giuseppe Nazzaro, włoski duchowny katolicki, Kustosz Ziemi Świętej, arcybiskup, wikariusz apostolski Aleppo (zm. 2015)
  - Eduard Uspienski, rosyjski autor książek dla dzieci (zm. 2018)
- 23 grudnia:
  - Karol Joseph Bobko, amerykański astronauta (zm. 2023)
  - Maja Komorowska, polska aktorka
  - Timothy McDonnell, amerykański duchowny katolicki
- 24 grudnia:
  - Hansruedi Führer, piłkarz szwajcarski
  - Kazimierz Górny, polski duchowny katolicki, biskup pomocniczy krakowski, biskup rzeszowski
  - Mimika Luca, albańska aktorka, tancerka (zm. 2023)
  - Ana Ramacake, fidżyjska wszechstronna lekkoatletka (zm. 2014)
  - John David Taylor, brytyjski polityk, samorządowiec i przedsiębiorca
  - Ola Wærhaug, norweski biathlonista
- 25 grudnia – Maung Aye, birmański wojskowy i polityk
- 26 grudnia:
  - John Horton Conway, angielski matematyk (zm. 2020)
  - Gnassingbé Eyadéma, polityk Togo, prezydent tego państwa (zm. 2005)
  - Teresa Kubiak, polska śpiewaczka
  - David Perry, angielski rugbysta (zm. 2017)
- 27 grudnia:
  - Oskar Stanisław Czarnik, polski literaturoznawca
  - Dale Russell, kanadyjski geolog, paleontolog (zm. 2019)
- 28 grudnia – Ratan Tata, indyjski biznesmen, prezes Tata Motors (zm. 2024)
- 29 grudnia:
  - Maumun ̓Abdul Gajum, malediwski polityk, prezydent Malediwów
  - Anna Jekiełek, polska scenografka, kostiumografka, dekoratorka wnętrz (zm. 2021)
- 30 grudnia:
  - Gordon Banks, angielski piłkarz, bramkarz (zm. 2019)
  - Raquel Olmedo, meksykańska, aktorka pochodzenia kubańskiego
- 31 grudnia:
  - Awram Herszko, izraelski biolog, laureat Nagrody Nobla
  - Anthony Hopkins, brytyjski aktor
  - Hal Rogers, amerykański polityk, kongresman ze stanu Kentucky
  - Henryk Pijanowski, polski aktor reżyser teatralny-lalkarz, lektor filmowy
  - Jan Plewako, polski aktor, lalkarz i pedagog (zm. 2025)
  - Henryk Sytner, polski dziennikarz radiowy, promotor uprawiania sportu i turystyk

## Zmarli
- 6 stycznia – Andrzej Bessette, kanadyjski zakonnik ze Zgromadzenia Świętego Krzyża, święty katolicki (ur. 1845)
- 12 stycznia – Wiktoria Valverde González, hiszpańska zakonnica, męczennica, błogosławiona katolicka (ur. 1888)
- 18 stycznia
  - Jakub Hilary Barbal Cosan, hiszpański lasalianin, męczennik, święty katolicki (ur. 1898)
  - Honorata Leszczyńska, polska aktorka teatralna (ur. 1864)
- 28 stycznia:
  - Jadwiga Dziubińska, polska działaczka ruchu ludowego, posłanka na Sejm Ustawodawczy (ur. 1874)
  - Maria Luiza Montesinos Orduña, hiszpańska działaczka Akcji Katolickiej, męczennica, błogosławiona katolicka (ur. 1901)
  - Alfred Ostroróg, polski urzędnik, kawaler Orderu Virtuti Militari (ur. 1894)
- 30 stycznia – Jan Reliszko, polski oficer, kawaler Virtuti Militari (ur. 1886)
- 4 lutego – Władysław Przanowski, polski inżynier, pedagog, założyciel i dyrektor Państwowego Instytutu Robót Ręcznych (ur. 1880)
- 5 lutego – Lou Andreas-Salomé (ros. Луиза Густавовна Саломе), rosyjska arystokratka, pisarka i psychoanalityczka (ur. 1861)
- 7 lutego – Elihu Root, amerykański prawnik i polityk, laureat pokojowej Nagrody Nobla (ur. 1845)
- 11 lutego:
  - Piotr Maldonado Lucero, meksykański duchowny katolicki, męczennik, święty (ur. 1882)
  - Walter Burley Griffin, amerykański architekt i architekt krajobrazu (ur. 1876)
- 14 lutego – Wincenty Vilar David, hiszpański inżynier, działacz społeczny, męczennik, błogosławiony katolicki (ur. 1889)
- 15 lutego – Vincenzo Lancia, włoski konstruktor i producent samochodów (ur. 1881)
- 18 lutego – Sergo Ordżonikidze, sowiecki działacz partyjny i państwowy (ur. 1886)
- 9 marca – Jan Szkuta, major kawalerii Wojska Polskiego, działacz niepodległościowy, kawaler Orderu Virtuti Militari, komisaryczny burmistrz Pucka (ur. 1886)
- 10 marca – Jewgienij Zamiatin, rosyjski pisarz science fiction (ur. 1884)
- 12 marca
  - Antonina Leśniewska, polska farmaceutka (ur. 1866)
  - Charles-Marie Widor, francuski organista, kompozytor i nauczyciel akademicki (ur. 1844)
- 13 marca – Elihu Thomson, amerykański inżynier, wynalazca i przemysłowiec (ur. 1853)
- 15 marca – H.P. Lovecraft, amerykański pisarz (ur. 1890)
- 17 marca – Austen Chamberlain, polityk brytyjski, laureat pokojowej Nagrody Nobla (ur. 1863)
- 29 marca – Karol Szymanowski, polski kompozytor, pianista, pedagog i krytyk muzyczny (ur. 1882)
- 3 kwietnia – Maria Teresa Casini, włoska zakonnica, założycielka Oblatek Najświętszego Serca Jezusa, błogosławiona katolicka (ur. 1864)
- 4 kwietnia – Władysław Horyd, kapitan piechoty Wojska Polskiego (ur. 1892)
- 9 kwietnia – Jan Brzeskot, polski działacz związkowy i narodowy, redaktor, radny Rady Miejskiej w Katowicach, poseł na Sejm Śląski III kadencji (ur. 1873)[4]
- 13 kwietnia – Izabela Calduch Rovira, hiszpańska klaryska kapucynka, męczennica, błogosławiona katolicka (ur. 1882)
- 19 kwietnia – Sigurd Agrell, szwedzki poeta, badacz run i innych znaków tajemnych, slawista (ur. 1881)
- 25 kwietnia – Michał Drzymała, chłop wielkopolski znany z oporu przeciwko niemieckiemu rugowaniu Polaków z ziemi (ur. 1857)
- 26 kwietnia – Eugen Franz, niemiecki rewizor, działacz polityczny i społeczny, poseł na Sejm RP (ul. 1881)[5]
- 27 kwietnia:
  - Antonio Gramsci, włoski działacz komunistyczny, teoretyk marksizmu, filozof (ur. 1891)
  - Theodoor Hendrik van de Velde, holenderski ginekolog i seksuolog (ur. 1872)
- 3 maja – Wacław Tokarz, polski historyk powstań narodowych i wojskowości, profesor UJ i UW (ur. 1873)
- 7 maja – David Morton, szkocki rugbysta i sędzia sportowy (ur. 1861)
- 9 maja – Walter Mittelholzer, szwajcarski pionier lotnictwa, fotograf, podróżnik i pisarz (ur. 1894)
- 23 maja – John D. Rockefeller, amerykański przedsiębiorca (ur. 1839)
- 28 maja – Alfred Adler, austriacki psychiatra, psycholog i pedagog (ur. 1870)
- 2 czerwca – Louis Vierne, organista i kompozytor francuski (ur. 1870)
- 7 czerwca:
  - Jean Harlow, amerykańska aktorka (ur. 1911)
  - George Harper, nowozelandzki rugbysta (ur. 1867)
- 10 czerwca – Robert Borden, polityk kanadyjski, premier Kanady (ur. 1854)
- 11 czerwca – Michaił Tuchaczewski, dowódca radziecki (ur. 1893)
- 18 czerwca – Gaston Doumergue, francuski polityk, minister spraw zagranicznych, premier i prezydent Francji (ur. 1863)
- 19 czerwca – James Matthew Barrie, szkocki dramaturg i powieściopisarz (ur. 1860)
- 2 lipca – Amelia Earhart, amerykańska pilotka, dziennikarka i poetka (ur. 1897)
- 4 lipca – Tom Dobson, walijski rugbysta (ur. 1871)
- 11 lipca – George Gershwin, kompozytor i pianista amerykański (ur. 1898)
- 15 lipca – Yngve Lindqvist, szwedzki żeglarz, olimpijczyk (ur. 1897)
- 20 lipca – Guglielmo Marconi, włoski fizyk i inżynier, laureat Nagrody Nobla w 1909 roku (ur. 1874)
- 11 sierpnia – Edith Wharton, amerykańska pisarka (ur. 1862)
- 16 sierpnia – Carl August Kronlund, szwedzki curler (ur. 1865)
- 27 sierpnia – Walter Rothschild, brytyjski bankier, polityk i zoolog, członek arystokratycznej rodziny Rothschildów (ur. 1868)
- 29 sierpnia – Otto Ludwig Hölder, niemiecki matematyk (ur. 1859)
- 2 września – baron Pierre de Coubertin, inicjator nowożytnych igrzysk olimpijskich (ur. 1863)
- 3 września – Emil Lindh, fiński żeglarz, medalista olimpijski (ur. 1867)
- 6 września – Ruth Hale, brytyjska alpinistka (ur. 1900)
- 14 września – Tomáš Masaryk, pierwszy i najdłużej urzędujący prezydent Czechosłowacji (ur. 1850)
- 15 września – Olaf Finsen, farerski farmaceuta i polityk, brat Nielsa Ryberga Finsena (ur. 1859)
- 24 września – Janina Giżycka, polska pielęgniarka, działaczka społeczna i oświatowa (ur. 1877)
- 26 września – Bessie Smith, amerykańska pieśniarka bluesowa (ur. 1894)
- 29 września – Ray Ewry, amerykański lekkoatleta (ur. 1873)
- 13 października – József Déry, węgierski taternik, działacz turystyczny, turysta i sędzia (ur. 1865)
- 15 października – Eino Sandelin, fiński żeglarz, medalista olimpijski (ur. 1864)
- 16 października – Jean de Brunhoff, francuski autor literatury dziecięcej i ilustrator (ur. 1899)
- 19 października – Ernest Rutherford, chemik i fizyk z Nowej Zelandii, laureat Nagrody Nobla (ur. 1871)
- 26 października – gen. Józef Dowbor-Muśnicki, dowódca I Korpusu Polskiego w Rosji, dowódca powstania wielkopolskiego (ur. 1867)
- 29 października – Percy Almstedt, szwedzki żeglarz, medalista olimpijski (ur. 1888)
- 4 listopada – George Jeffery, angielski rugbysta (ur. 1861)
- 5 listopada – Bolesław Leśmian, polski poeta, tłumacz i literat (ur. 1877)
- 9 listopada – Ramsay MacDonald, polityk brytyjski pochodzenia szkockiego, premier Wielkiej Brytanii (ur. 1866)
- 10 listopada – Ernest Greene, irlandzki rugbysta (ur. 1862)
- 16 listopada – Cecylia Glücksburg, grecka księżniczka (ur. 1911)
- 23 listopada – George Albert Boulenger, brytyjski zoolog pochodzenia belgijskiego (ur. 1858)
- 30 listopada – Daniel Rambaut, irlandzki rugbysta (ur. 1865)
- 3 grudnia – Attila József, węgierski poeta (ur. 1905)
- 7 grudnia – Richard Budworth, angielski rugbysta, duchowny (ur. 1867)
- 9 grudnia
  - Gustaf Dalén, szwedzki wynalazca, laureat Nagrody Nobla (ur. 1869)
  - Andrzej Strug, właściwie Tadeusz Gałecki, polski pisarz, działacz PPS (ur. 1871)
- 20 grudnia – Erich Ludendorff, niemiecki generał (ur. 1865)
- 21 grudnia – Frank Billings Kellogg, polityk amerykański, dyplomata, sekretarz stanu (ur. 1856)
- 26 grudnia – Darsie Anderson, szkocki rugbysta (ur. 1868)
- 28 grudnia – Maurice Ravel, francuski kompozytor i pianista (ur. 1875)
- data dzienna nieznana: 
  - Andrij Babiuk, ukraiński dziennikarz, publicysta (ur. 1896)
  - Mychajło Baran, ukraiński polityk (ur. 1884)

## Zdarzenia astronomiczne
- 17 maja – zakrycie Merkurego przez Wenus[6]
- 8 czerwca – całkowite zaćmienie Słońca, jedno z najdłuższych w XX wieku: 7m04s na Oceanie Spokojnym

## Nagrody Nobla
- z fizyki – Clinton Davisson, George Thomson
- z chemii – Walter Haworth, Paul Karrer
- z medycyny – Albert von Szent-Gyorgyi
- z literatury – Roger Martin du Gard
- nagroda pokojowa – Robert Cecil of Chelwood

## Święta ruchome
- Tłusty czwartek: 4 lutego
- Ostatki: 9 lutego
- Popielec: 10 lutego
- Niedziela Palmowa: 21 marca
- Wielki Czwartek: 25 marca
- Pamiątka śmierci Jezusa Chrystusa: 26 marca
- Wielki Piątek: 26 marca
- Wielka Sobota: 27 marca
- Wielkanoc: 28 marca
- Poniedziałek Wielkanocny: 29 marca
- Wniebowstąpienie Pańskie: 6 maja
- Zesłanie Ducha Świętego: 16 maja
- Boże Ciało: 27 maja